# Geschichte der NASA
Die Geschichte der NASA umfasst die Entwicklung der zivilen US-Bundesbehörde für Raumfahrt und Flugwissenschaft, NASA, von ihrer Gründung 1958 bis zur Gegenwart.

## 20. Jahrhundert

### 1950er und 1960er Jahre

#### Wettlauf ins All

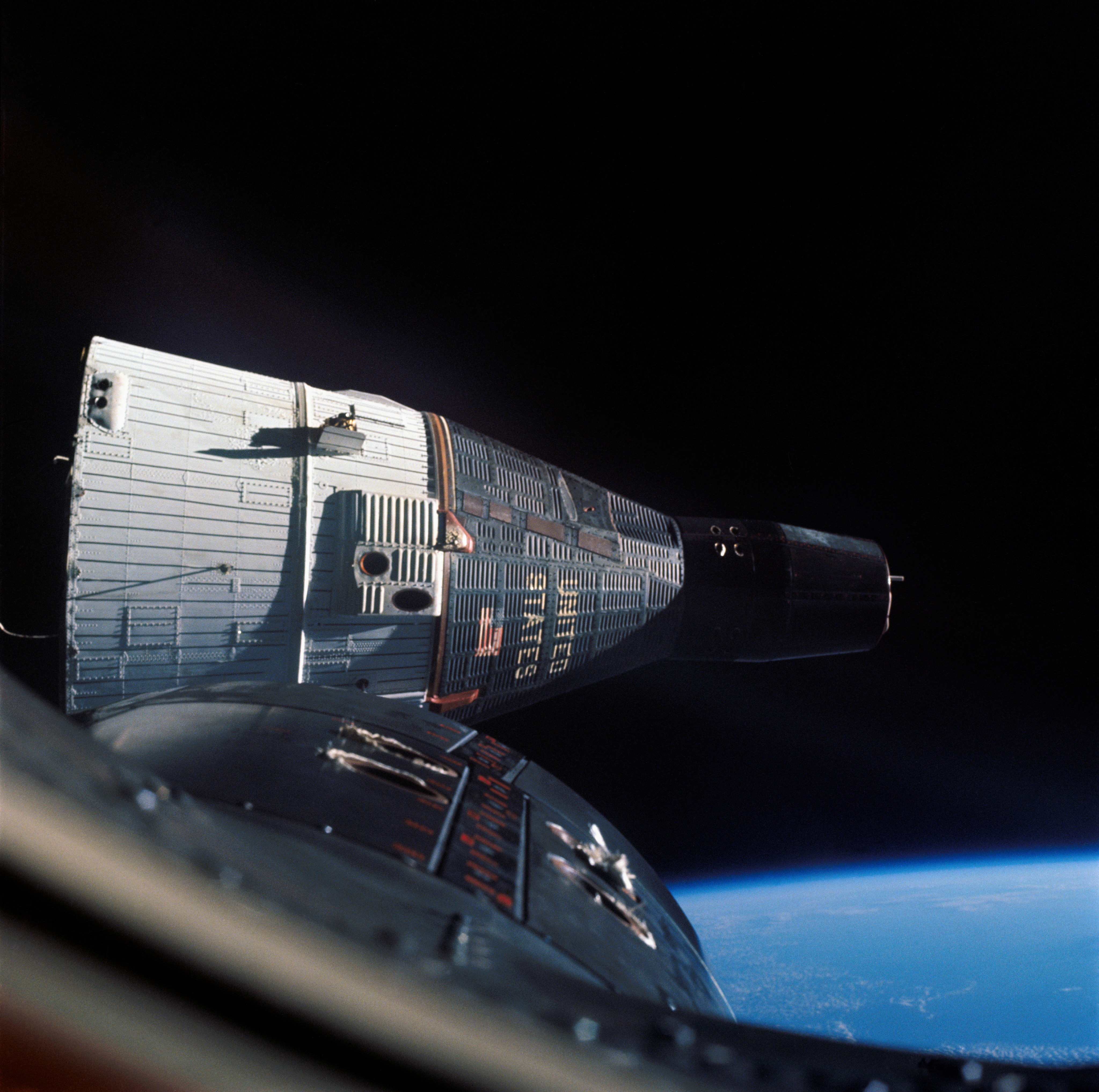
Treffen von Gemini 6A und Gemini 7 (Dezember 1965)

Die Sowjetunion machte 1957 mit dem ersten künstlichen Satelliten im All, Sputnik 1, die USA auf ihr eigenes Weltraumprogramm aufmerksam, das noch in den Kinderschuhen steckte. Der Kongress der Vereinigten Staaten sah im sowjetischen Erfolg eine Gefahr für die nationale Sicherheit aufgrund der Möglichkeit, dass die Sowjetunion künftig ihre Kernwaffen mittels Raketen gegen das Territorium der Vereinigten Staaten einsetzen könnte, und verlangte sofortige und konsequente Maßnahmen, um den angeschlagenen Ruf der USA als technologisch führende Nation wiederherzustellen. US-Präsident Dwight D. Eisenhower und seine Berater sprachen sich eher für eine ruhige, durchdachte Reaktion aus. Nach monatelangen Beratungen war klar, dass eine neue Behörde geschaffen werden sollte, die für alle nichtmilitärischen Weltraumaktivitäten zuständig ist. Am 2. April 1958 wurde dem Kongress ein Entwurf zur Bildung dieser Behörde vorgelegt. Während der parlamentarischen Beratung bis zur Genehmigung des Gesetzes wurden mehrere Hearings durchgeführt.
Am 29. Juli 1958 unterzeichnete Präsident Eisenhower den „National Aeronautics and Space Act“, der die Schaffung der National Aeronautics and Space Administration (NASA) vorsah. Die Behörde sollte erklärtermaßen mit der größtmöglichen wissenschaftlichen Offenheit arbeiten („provide for the widest practicable and appropriate dissemination of information concerning its activities and the results thereof“). Am 8. August wurde nicht wie erwartet Hugh Latimer Dryden, der Direktor der NACA als Vorsteher bestimmt, sondern Thomas Keith Glennan, der als Verfechter der bemannten Raumfahrt galt. Glennan ernannte Dryden zu seinem Stellvertreter. Die neue Behörde nahm am 1. Oktober 1958 ihre Arbeit auf. Damals bestand sie aus vier Laboratorien und rund 8000 Mitarbeitern, die aus dem schon 43 Jahre alten National Advisory Committee for Aeronautics (NACA) stammten sowie den Teams, welche von der Army zur NASA stießen.
Die ersten Projekte der NASA beschäftigten sich mit der bemannten Raumfahrt und führten zum Wettlauf ins All. Das Mercury-Programm von 1958 war der erste Schritt: Man untersuchte, ob und unter welchen Bedingungen ein Mensch im Weltall überleben könnte. Doch auch hier kam die Sowjetunion den USA zuvor: Am 12. April 1961 absolvierte der sowjetische Kosmonaut Juri Gagarin mit Wostok 1 seinen spektakulären ersten Raumflug und umrundete dabei in 108 Minuten einmal die Erde.
Am 5. Mai 1961 war es dann auch für die NASA so weit: Alan Shepard war der erste Amerikaner im Weltall, als er mit Mercury 3 15 Minuten lang in einem bogenförmigen Flug den Weltraum erreichte. Der erste Amerikaner, der die Erde umkreiste, war John Glenn in Mercury 6 mit einem fünfstündigen Flug am 20. Februar 1962.
Nachdem mit den Mercury-Flügen erste grundlegende Erfahrungen in der bemannten Raumfahrt gewonnen worden waren, rief die NASA das Gemini-Programm ins Leben. Bei diesem Projekt sollten Experimente durchgeführt werden und Problemstellungen bezüglich einer Mondlandungs-Mission bearbeitet werden. Der erste bemannte Flug einer Gemini-Rakete wurde am 23. März 1965 von Virgil Grissom und John Young durchgeführt. Es folgten neun weitere Missionen, bei denen die Machbarkeit längerer Weltraumaufenthalte und des Treffens und Andockens zweier Raumschiffe bewiesen wurde. Außerdem sammelten diese Flüge medizinische Daten über die Auswirkungen von Schwerelosigkeit auf den menschlichen Körper.

#### Apollo-Programm

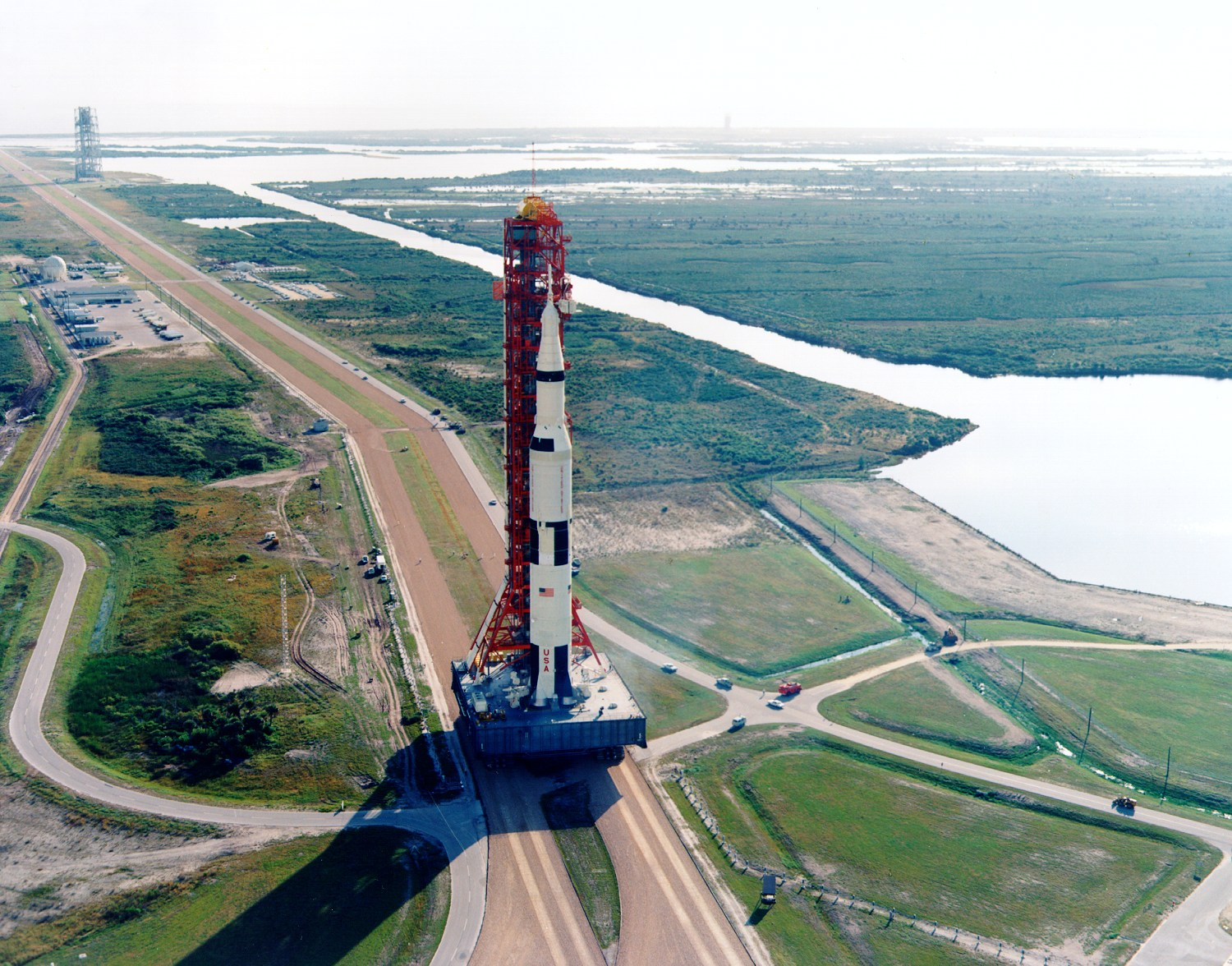
Saturn V mit Apollo 8 (Oktober 1968)

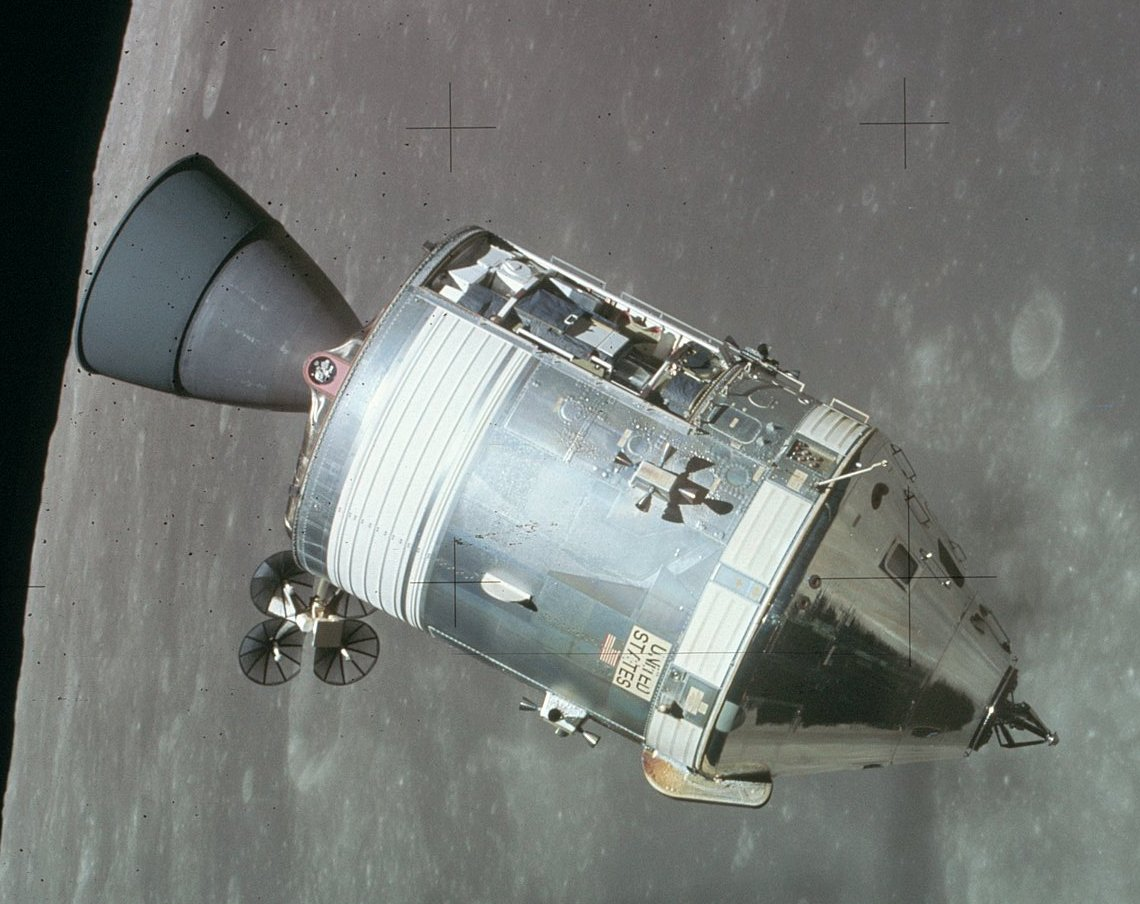
Apollo-Raumschiff (Apollo 15)

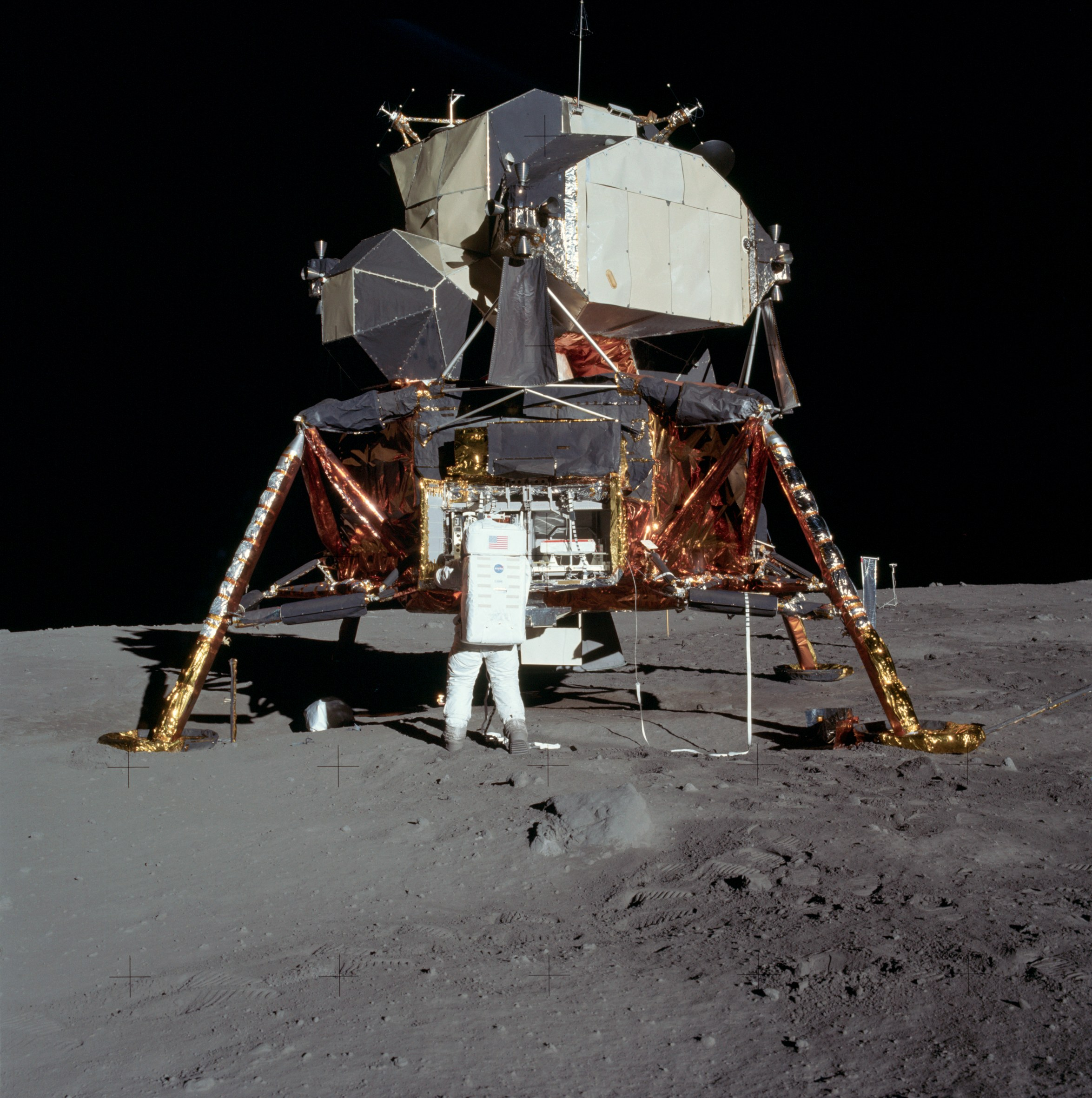
Mondlandefähre von Apollo 11

Nach dem Erfolg des Mercury- und Gemini-Programms wurde das Apollo-Programm gestartet, um weitere Experimente im All durchzuführen und im Idealfall sogar Menschen in die Nähe des Mondes zu bringen. Eine massive Änderung in seiner Konzeption erfuhr das Apollo-Programm durch die Ankündigung des neuen Präsidenten, John F. Kennedy. Am 25. Mai 1961 sagte er, die Vereinigten Staaten sollten sich vornehmen, „vor Ablauf dieses Jahrzehnts einen Menschen (oder: einen Mann) auf dem Mond zu landen und ihn wieder sicher zur Erde zurückzubringen“. Von nun an war es also Ziel des Apollo-Programms, Astronauten auf den Mond zu bringen.
Nach acht Jahren vorbereitender Missionen, bei denen auch der erste große Unfall in der Geschichte der NASA stattfand – alle drei Besatzungsmitglieder der Apollo-1-Mission kamen um, als bei einem Bodentest im Raumschiff ein Feuer ausbrach –, erreichte das Apollo-Programm schließlich sein Ziel: Am 20. Juli 1969 landeten mit Neil Armstrong und Buzz Aldrin die ersten Menschen auf dem Mond und kehrten am 24. Juli sicher auf die Erde zurück. Als Armstrong aus der Mondlandefähre von Apollo 11 trat, funkte er den bekannten Satz zur Erde: „That's one small step for [a] man, one giant leap for mankind.“ („Das ist ein kleiner Schritt für einen Menschen, aber ein riesiger Sprung für die Menschheit.“). Nach Armstrong und Aldrin landeten bis zum Ende des Apollo-Programms im Dezember 1972 noch zehn weitere Menschen auf dem Mond.
Die NASA hatte mit der Landung auf dem Mond die aufsehenerregendste Etappe des Wettrennens ins All gewonnen. Eigentlich stellte das den gewünschten Erfolg dar, allerdings fehlte jetzt ein Ziel, auf das es sich lohnte hinzuarbeiten. Außerdem schwand das Interesse der Öffentlichkeit, das unbedingt nötig war, um große Budgets durch den Kongress sicherzustellen. Mit Lyndon Johnson verlor die NASA dann auch noch ihren wichtigsten politischen Unterstützer. Für ihn wurde Wernher von Braun als Lobbyist in Washington tätig.
Zwar gab es Pläne für ehrgeizige Folgeprojekte, wie die Errichtung einer Raumstation, einer Mondbasis oder bis 1990 eine bemannte Marsmission zu starten. Nach dem Ende der Beschaffung von Saturn- und Apollo-Raketen gab es dazu aber kaum noch Unterstützung. Nachdem es mit Apollo 13 beinahe zu einer Katastrophe gekommen wäre, bei der die Explosion eines Sauerstofftanks fast alle drei Astronauten getötet hätte, erhielt die NASA wieder mehr Aufmerksamkeit aus der Bevölkerung. Doch obwohl noch Apollo-Missionen bis Apollo 20 geplant waren, war Apollo 17 die letzte Mission unter der Bezeichnung „Apollo“. Gründe für das Ende der Missionen waren Budgetkürzungen, teilweise auf Grund des Vietnamkrieges, und die Hoffnung, in naher Zukunft ein wiederverwendbares Raumschiff bauen zu können.

#### Planetenmissionen von 1960 bis 1970
Die ersten Raumsonden, mit denen die NASA die Planeten des Sonnensystems erkundete, waren aus heutiger Sicht einfach gebaute, sondierende Missionen, die in Kleinserie hergestellt wurden und bei einkalkulierten Verlusten meistens als Doppelmission ausgelegt waren. Erst in den 1970er-Jahren beginnt die Entwicklung anspruchsvollerer Missionen, mit individuell an die Aufgaben angepassten Sonden.
Die erste NASA-Planetensonde war Mariner 1, die im Juli 1962 zur Venus startete, aber fehlschlug. Die Schwestersonde Mariner 2 startete einen Monat später und flog erstmals erfolgreich an der Venus vorüber. Die zwei Jahre später gestartete Marsmission Mariner 3 scheiterte, jedoch gelang der im November 1964 gestarteten Schwestersonde Mariner 4 erstmals ein Vorbeiflug am Mars. Im Juni 1967 folgte die Venus-Vorbeiflugsonde Mariner 5, im Februar und März 1969 dann die Mars-Vorbeiflugsonden Mariner 6 und 7. Alle drei Missionen waren erfolgreich.

##### Unbemannte Monderkundung

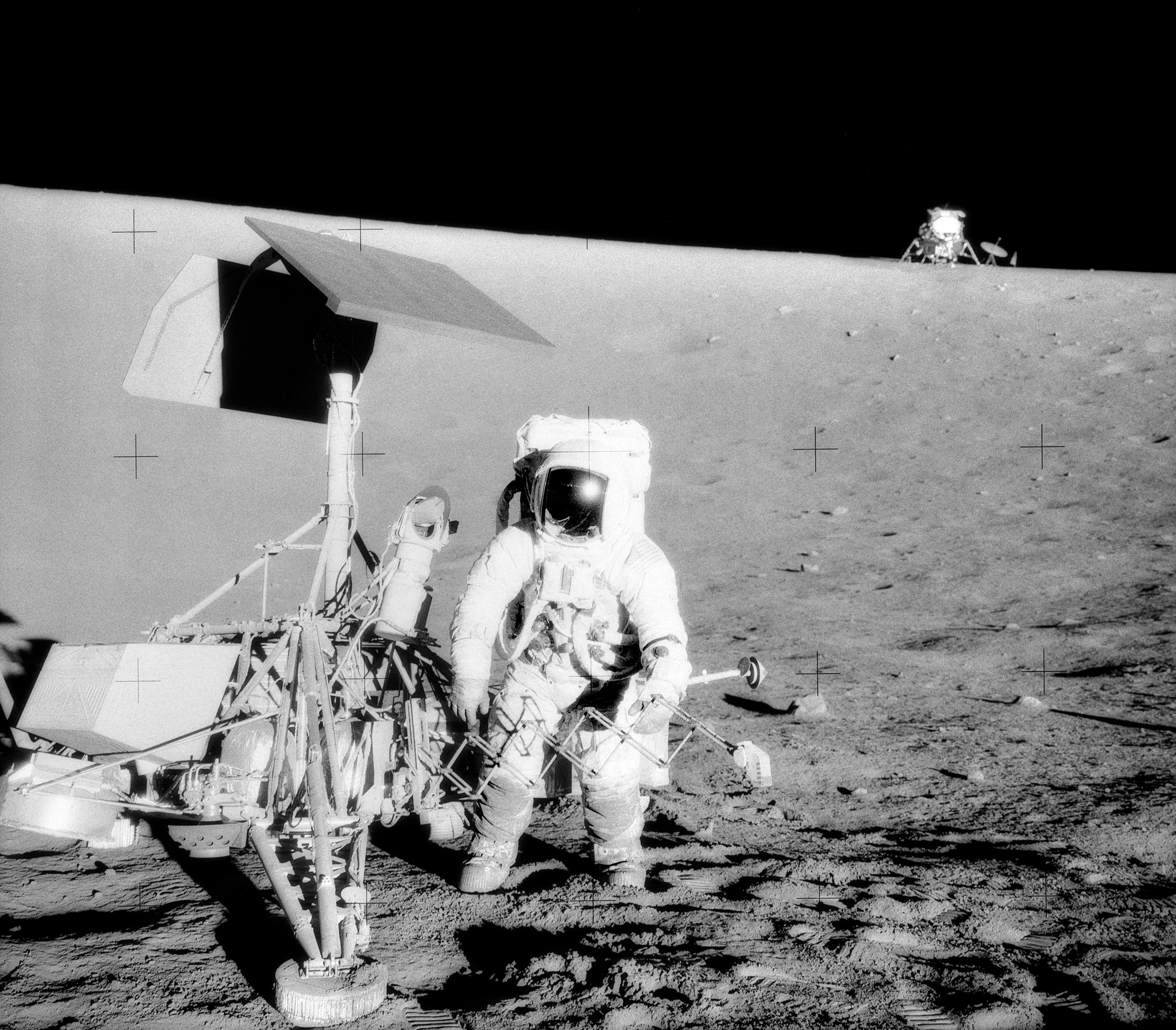
Apollo 12 bei Surveyor 3

Zur Vorbereitung der bemannten Mondlandung führte die NASA in den 1960er-Jahren eine intensive Erkundung des Erdtrabanten mit Robotersonden durch. Nachdem 1959 die noch vom US-Militär betriebene Vorbeiflugsonde Pioneer 4 als erstes US-Raumschiff – aber nach Lunik 1 – den Mond passierte, schlugen die weiteren Pioneer-Mondsonden 1959/60 alle fehl. Auch von den neun Sonden des Ranger-Programms, die zwischen 1961 und 1965 zum Mond gestartet wurden, übertrugen nur die letzten drei erfolgreich Bilder von der Mondoberfläche (Aufschlagkapseln). Die beiden Nachfolgeprogramme funktionierten besser: Fünf Surveyor-Sonden landeten zwischen Mai 1966 und Januar 1968 weich auf dem Mond, zwei Sonden scheiterten (Auch hier war die UdSSR schneller: Luna 9 landete im Februar 1966 erstmals weich auf dem Mond). Die fünf Lunar Orbiter kartierten zwischen August 1966 und Januar 1968 erfolgreich die Mondoberfläche.

### 1970er und 1980er Jahre

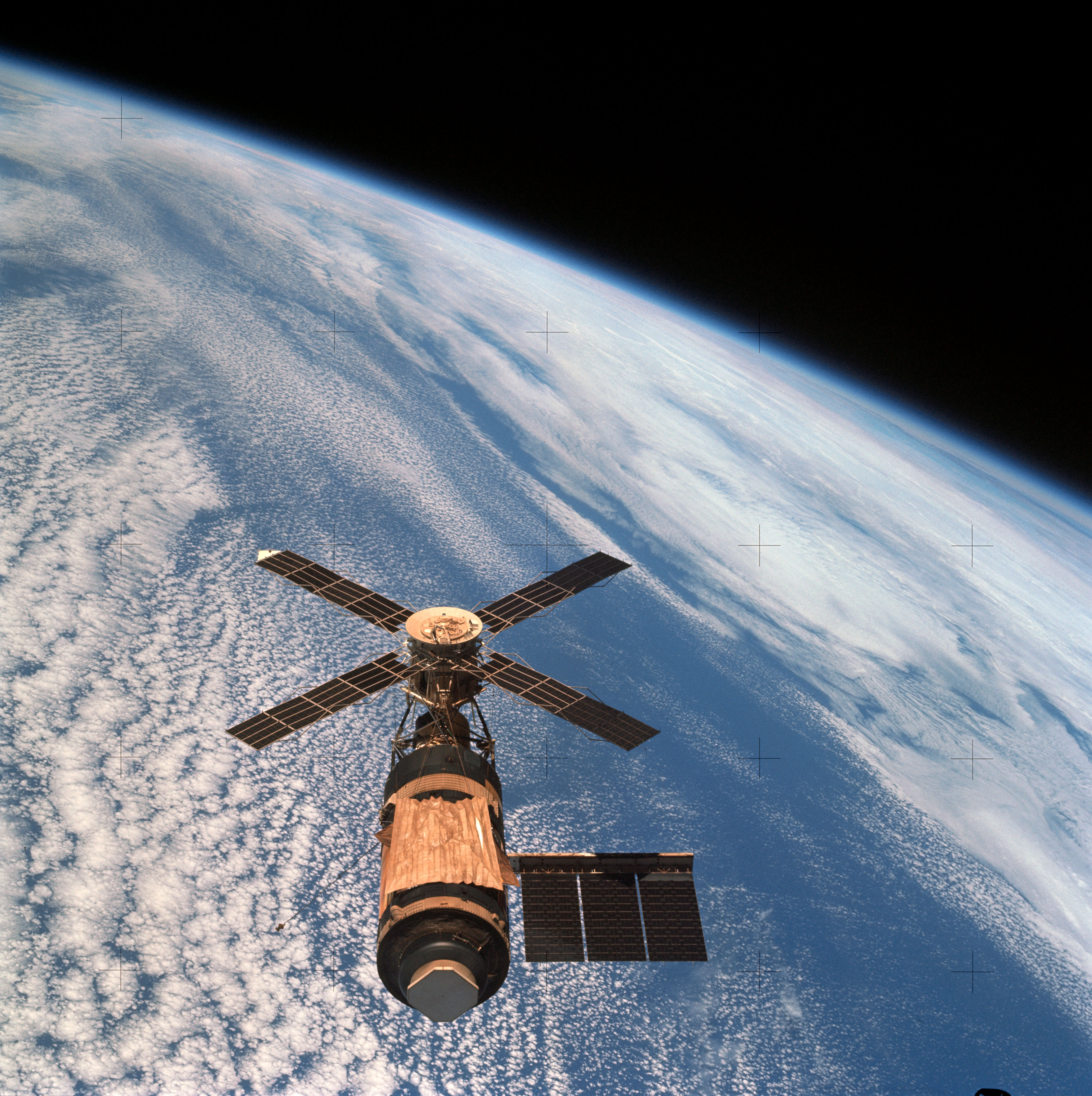
Die Raumstation Skylab

Nachdem die Mondflüge mit Apollo 17 Ende 1972 vorzeitig geendet hatten, wurden in den 1970er Jahren nur zwei bemannte Projekte durchgeführt: von 1973 bis 1974 drei Flüge zur Raumstation Skylab und 1975 das Apollo-Sojus-Projekt.
Um die Kosten für den Transport ins All zu senken, begann die NASA Ende der 1960er Jahre mit der Entwicklung eines wiederverwendbaren Raumgleiters. Allerdings erwies sich diese Aufgabe als komplexer, langwieriger und teurer als ursprünglich angenommen. Bei stark sinkendem NASA-Gesamtbudget zog so der Bau des Space Shuttles besonders Ende der 1970er und Anfang der 1980er Finanzmittel von unbemannten Missionen ab.

#### Planetenerkundung
Auch bei der unbemannten Erkundung des Sonnensystems gab es den „Wettlauf ins All“. Die Sowjetunion war 1970 mit der Venussonde Venera 7, der ersten Landung auf einem fremden Planeten, erfolgreich. Da es allerdings unter den Umweltbedingungen der Venus dort kein Leben geben konnte und auch eine bemannte Erkundung nicht möglich wäre, konzentrierte sich die NASA auf die Erforschung des Mars. Während die UdSSR ein umfangreiches Venusprogramm durchführte, sendeten die USA in diesem Jahrzehnt nur die Doppelmission Pioneer-Venus dorthin. Pläne für dieses Projekt gab es seit 1965. Nach Verzögerungen und Budgetkürzungen wurde die Mission 1975 genehmigt, und 1978 starteten die Landesonden (Multiprobe) und der Orbiter, dessen Primärmission bis 1980 lief und der noch bis 1992 aktiv war.

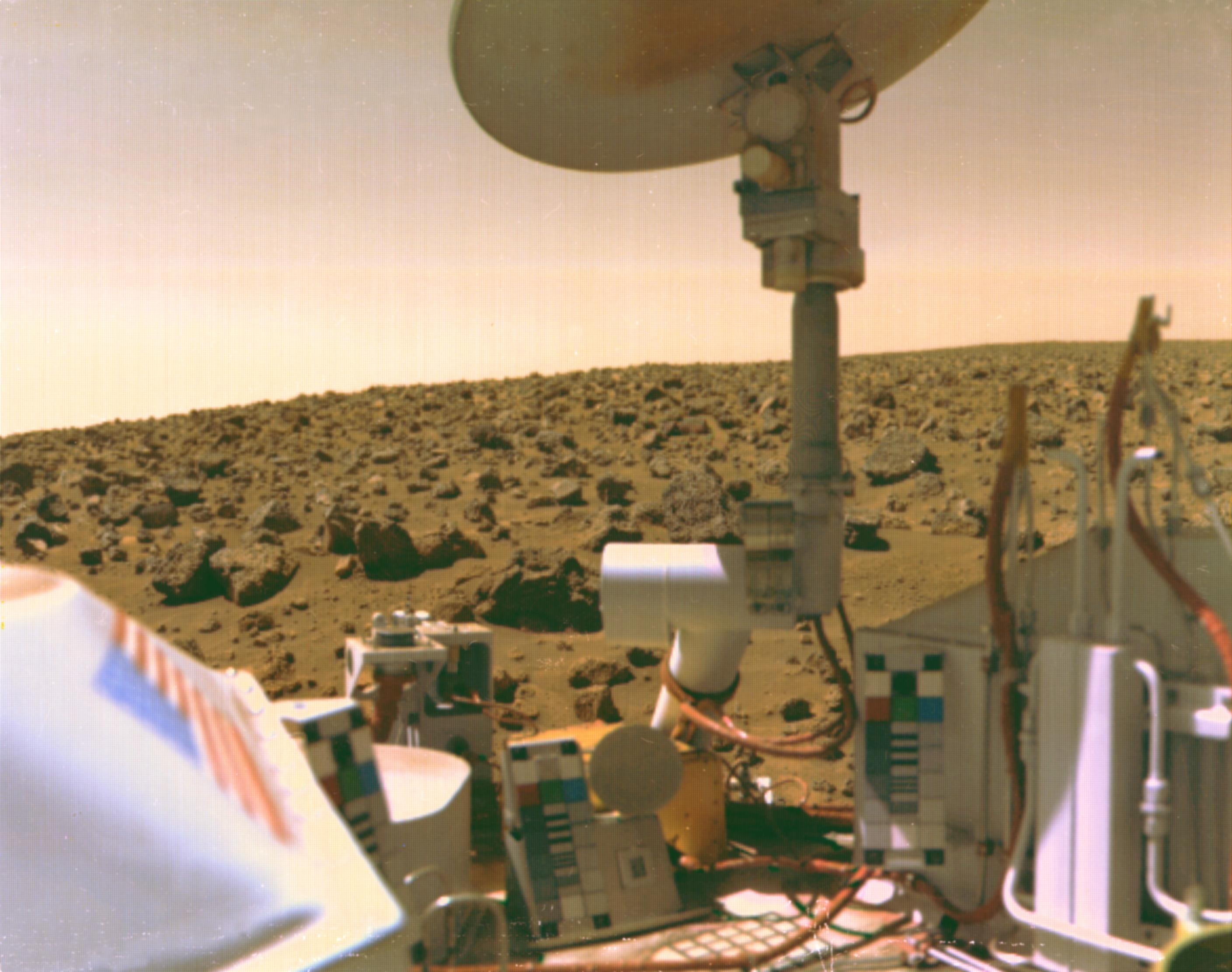
Viking-2-Lander auf dem Mars

Mitte der 1960er Jahre arbeitete die NASA an einer ambitionierten Mars-Mission, dem Voyager-Projekt, das sich jedoch als zu groß und teuer erwies. Als Ersatz wurden 1968 Mariner 8 und 9 genehmigt, die 1971 zum Mars starteten (Mariner 8 hatte einen Fehlstart). 1972 erreichte Mariner 9 eine Marsumlaufbahn und war somit der erste Orbiter um einen anderen Planeten. Um die Frage nach Leben auf dem Mars klären zu können, musste man allerdings die Planetenoberfläche mit einer Landesonde direkt untersuchen.
In der Nachfolge des 1967 eingestellten Voyager-Projekts wurde Ende 1968 Viking beschlossen. Diese Mission bestand aus zwei Landern und zwei Orbitern und war das erste Großprojekt der Planetenforschung. Der ursprüngliche Start war für 1973 vorgesehen, wurde aber wegen des sinkenden NASA-Budgets und der gleichzeitig steigenden Entwicklungskosten auf 1975 verschoben. Die Lander erreichten 1976 erfolgreich die Marsoberfläche und konnten noch bis 1980 bzw. 1982 kontaktiert werden. Die Orbiter arbeiteten ebenfalls weit über die Primärmission hinaus bis 1978 bzw. 1980. Viking war eine der komplexesten und teuersten NASA-Raumsonden.
Im Rahmen eines langfristigen Erkundungsprogramms des Mars sollten ein Orbiter zur Untersuchung des Klimas und ein mobiler Rover folgen. Aus finanziellen und politischen Gründen konnten diese Pläne erst in den 1990er Jahren mit dem Mars Observer bzw. in den 2000er Jahren mit den Mars Exploration Rovern Spirit und Opportunity realisiert werden.
Der einzige innere Planet, der bis dahin noch nicht erkundet werden konnte, war Merkur. Anfang 1970 wurde darum Mariner 10 beschlossen. Die Vorbeiflugsonde startete 1973 und konnte Merkur bei drei Begegnungen bis zum Missionsende 1975 erfolgreich erforschen. Mariner 10 war die erste Planetensonde, die die Swing-by-Technik nutzte.

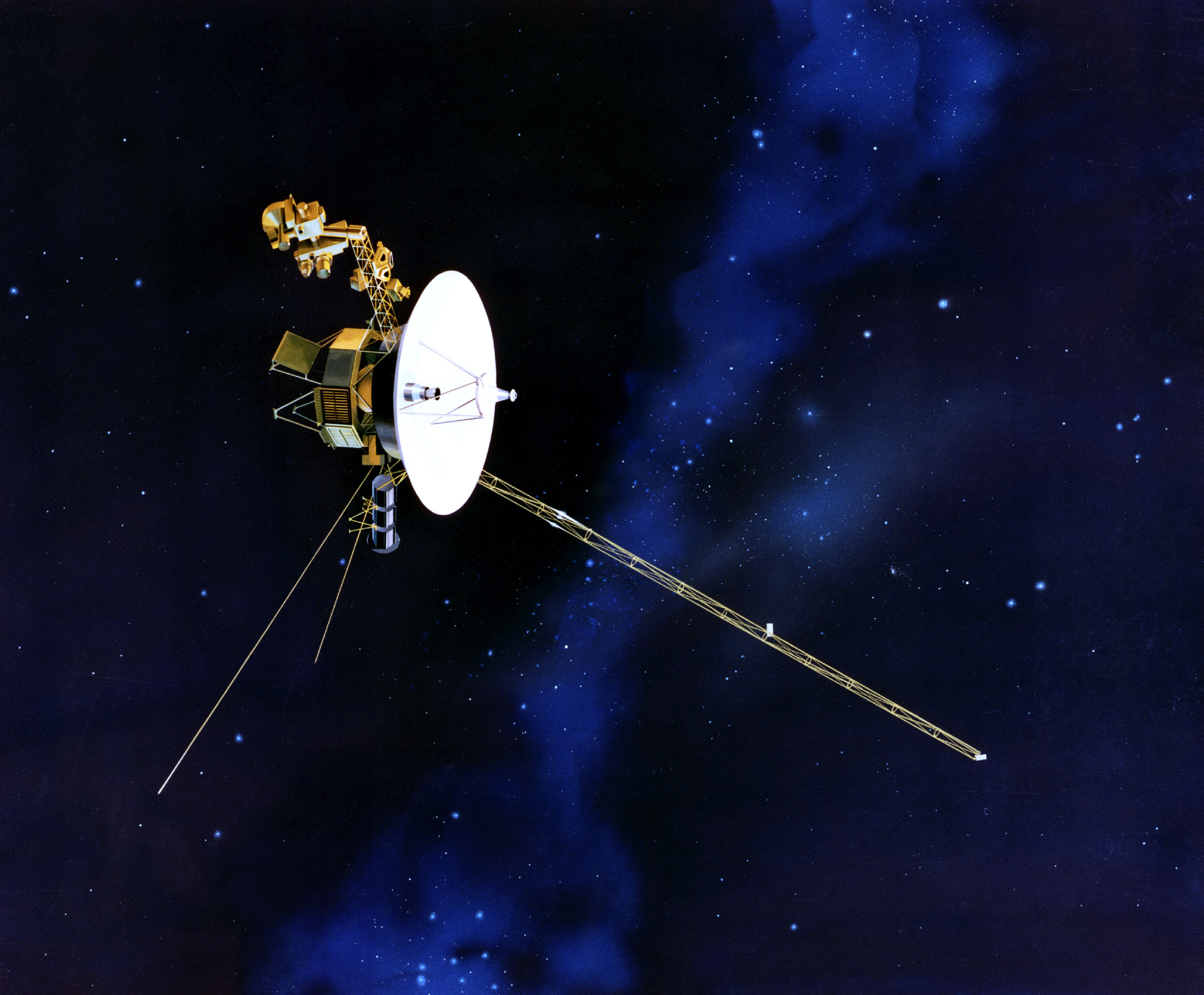
Voyager-Sonde

Ende der 1960er Jahre entwickelte die NASA Pläne, auch die äußeren Planeten mit Raumsonden zu erkunden. Eine besondere Gelegenheit dafür stellte eine sehr günstige Planetenkonstellation Ende der 1970er Jahre dar, die es ermöglichte, alle vier Planeten mit einer Sonde zu besuchen. Ab 1969 wurden darum Missionskonzepte für die Grand Tour Suite bzw. das Outer Planets Grand Tour Project und das Thermoelectric Outer Planets Spacecraft (TOPS) ausgearbeitet, welche noch vier bis fünf Sonden vorsahen. Da diese Pläne zu groß und teuer waren, wurden sie Anfang 1970 gestrichen und als günstigere Alternative 1972 das Voyager-Programm genehmigt (kein Zusammenhang mit dem gleichnamigen Mars-Programm). Ungeklärt war bis dahin, ob es möglich wäre, den Asteroidengürtel zwischen Mars und Jupiter mit einem Raumfahrzeug sicher zu passieren und wie stark die Strahlung am Jupiter eine Raumsonde beschädigen würde. Darum wurden seit 1969 Pioneer 10 und Pioneer 11 als Erkundungsmissionen entwickelt. 1972 startete Pioneer 10, die als erste Sonde Ende 1973 am Jupiter vorbeiflog. Ein Jahr nach der Schwestersonde startete 1973 Pioneer 11, die Ende 1974 Jupiter und 1979 erstmals Saturn erreichte. Damit war der Weg für die Voyager-Sonden gebahnt: 1977 starteten Voyager 1 und Voyager 2 ihre lange Reise. Voyager 1 erreichte Jupiter 1979 sowie Saturn 1980 und führte ein umfangreiches Forschungsprogramm durch. Voyager 2 erreichte die beiden Planeten 1979 und 1981, konnte in der erweiterten Missionsphase nun die Grand Tour durchführen und begegnete 1986 Uranus und 1989 Neptun. Die Voyager-Sonden, die heute noch arbeiten, zählen zu den erfolgreichsten Projekten der NASA.
Ende der 1970er Jahre hatte sich die Situation der NASA gravierend verändert. Nach dem Auslaufen des Apollo-Programms musste zahlreiche Mitarbeiter die Organisation verlassen, die verfügbaren Finanzmittel waren erheblich geringer als noch Ende der 1960er-Jahre, die Entwicklung des Space Shuttles verbrauchte einen Großteil des Budgets, und die politische Unterstützung schwand. Unter diesen Rahmenbedingungen wurden nur wenige neue Missionen genehmigt.

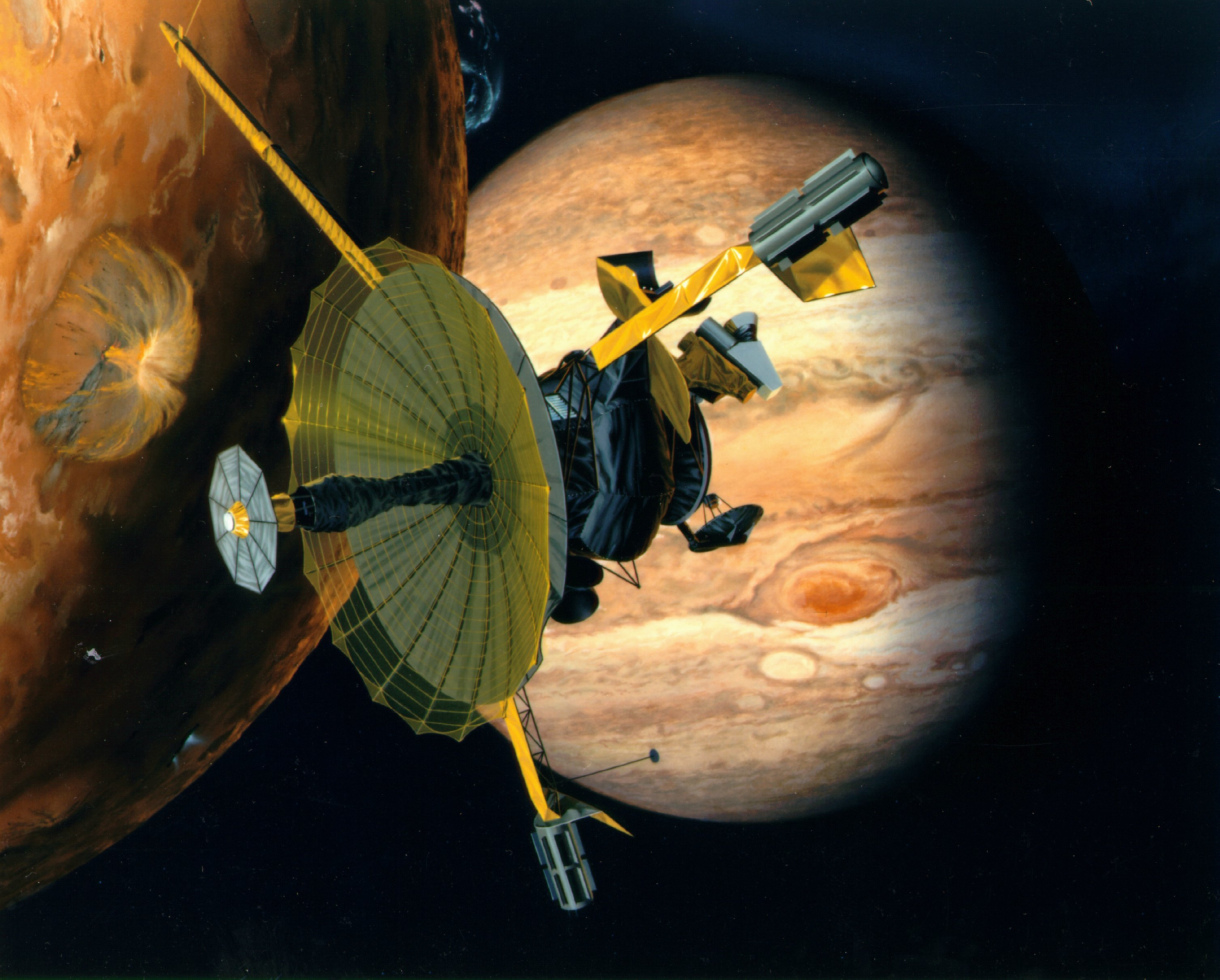
Galileo-Sonde

Ein Projekt war die Jupiter Orbiter/Probe (JOP), die später in Galileo umbenannt wurde. Erste Ideen dazu gab es seit 1974, die ersten Gelder für die Entwicklung wurden 1977 bereitgestellt, der Start der Raumsonde sollte dann ursprünglich 1982 mit dem Space Shuttle erfolgen, das Missionsende war für 1988 vorgesehen. Die Verzögerungen beim Bau des Space Shuttles führten jedoch zu einer Verschiebung des Starttermins auf 1986. 1982 wollte die Regierung Reagan die zu 90 % fertiggestellte Sonde sogar ganz streichen, nur massiver öffentlicher Druck rettete die Mission. Mitte 1985 war Galileo startbereit, doch im Januar 1986 verunglückte die Raumfähre Challenger, woraufhin die NASA alle Starts bis zur Klärung der Unfallursache einstellte. Galileo wurde 1987 demontiert und überarbeitet und konnte nun schließlich 1989 starten. 1995 erreichte die Sonde das Jupiter-System, das sie bis 2003 erforschte.
Die zweite neue Mission der späten 1970er und frühen 1980er Jahre war VOIR (Venus Orbit Imaging Radar). Diese Sonde sollte hauptsächlich mit abbildendem Radar (SAR) die Oberfläche der Venus kartieren. Neuerliche Budgetkürzungen führten 1982 zur Streichung dieses Projektes. Außerdem wurde eine weitere wissenschaftliche Hauptmission aufgegeben: die Sonnensonde International Solar Polar Mission. Als Ersatz flogen einige US-amerikanische Experimente auf der europäischen Schwestersonde Ulysses mit. Bereits 1979 war die amerikanische Partnersonde der europäischen Giotto-Mission zur internationalen Erforschung des Kometen Halley gestrichen worden.

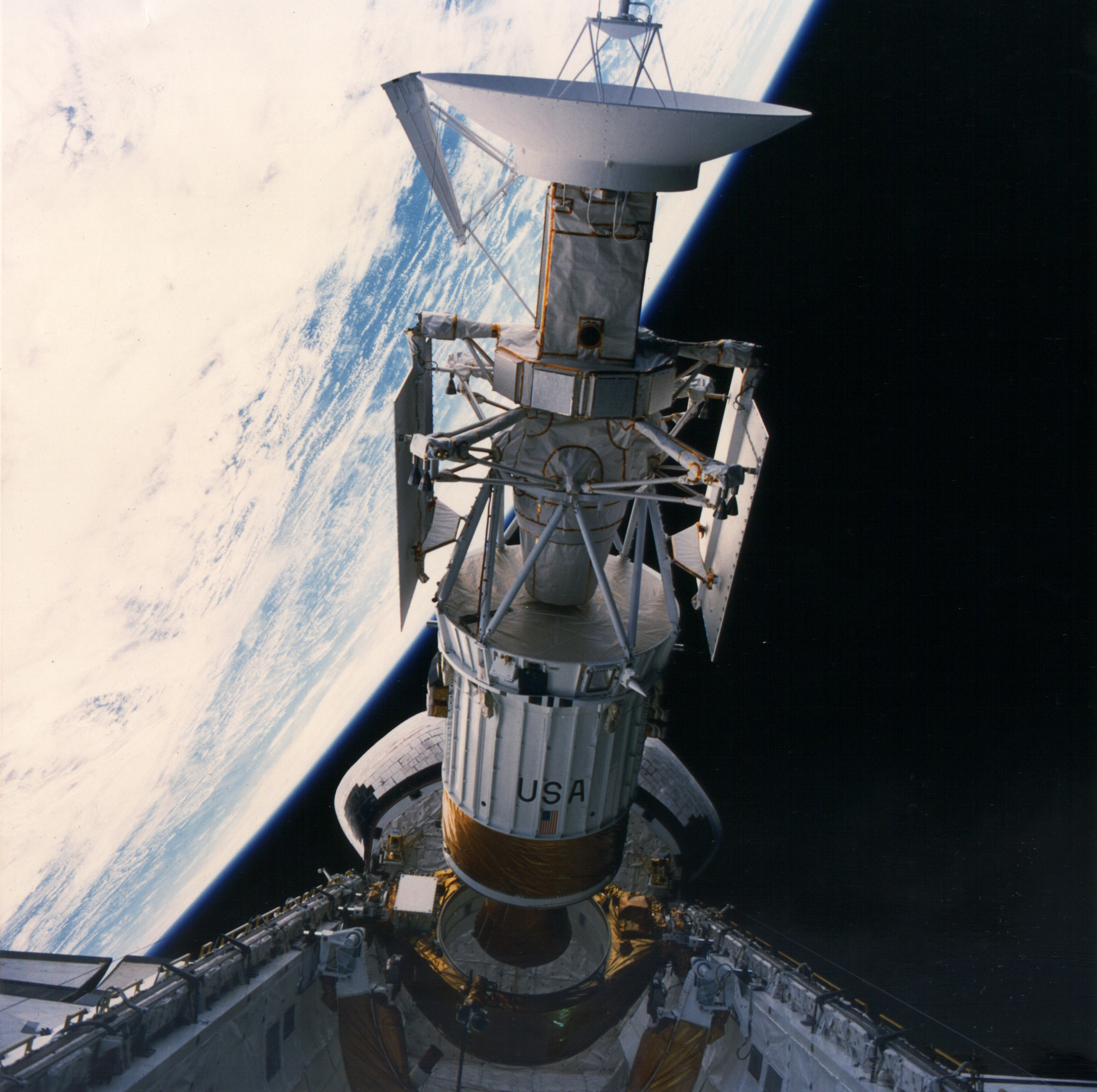
Magellan beim Aussetzen aus dem Space Shuttle

1983 empfahl ein NASA-internes Gremium eine neue Strategie zur Erforschung des Sonnensystems mit Raumsonden zu niedrigen bis moderaten Kosten. Vier wichtige Kernmissionen der zukünftigen Planetenerkundung wurden vorgeschlagen: eine verkleinerte VOIR-Mission, ein Mars Orbiter sowie die Comet Rendezvous Asteroid Flyby (CRAF)-Sonde und eine Saturn Orbiter/Titan Probe (SOTP).
Nachdem die geplante Venus-Mission auf ein einziges wissenschaftliches Instrument reduziert worden war und aus Reserve- oder Ersatzteilen früherer Sonden gebaut werden sollte, waren die Kosten nun niedrig genug für einen Neubeginn des Projektes 1984 als Venus Radar Mapper, der späteren Magellan-Sonde. 1988 war der ursprüngliche Start vorgesehen, der sich durch das Challenger-Unglück auf 1989 verschob. Von 1990 bis 1992 kartierte Magellan erfolgreich fast die gesamte Venusoberfläche in hoher Auflösung, 1994 verglühte die Sonde in der Venusatmosphäre.
Ronald Reagan verkündete 1983 den Beginn der Strategic Defense Initiative (SDI) und 1984 den Bau der Raumstation Freedom (eine Keimzelle der späteren ISS) als nächste Großprojekte der militärischen bzw. bemannten Raumfahrt. Somit war eine deutliche Besserung der finanziellen Lage der wissenschaftlichen unbemannten Raumfahrt für die nächsten Jahre nicht zu erwarten.
Im Haushaltsjahr 1984 begann die Entwicklung des Mars Geoscience/Climatology Orbiters (MGCO), des späteren Mars Observers, der die Forschungen von Viking und Mariner 9 weiterführen sollte. Der für 1990 geplante Start musste nach dem Challengerunfall auf 1992 verschoben werden. Leider ging der Kontakt zur Sonde kurz vor dem Einschwenken in eine Marsumlaufbahn verloren. Der relativ teure Mars Observer gilt als größter Fehlschlag einer Robotermission in der Geschichte der NASA und war die erste Sonde seit 1967, die scheiterte. Er konnte größtenteils durch die Missionen von Mars Global Surveyor und 2001 Mars Odyssey Ende der 1990er / Anfang der 2000er Jahre ersetzt werden. Die dritte Ersatzsonde Mars Climate Orbiter schlug ebenfalls fehl.
Für das Haushaltsjahr 1990 wurden die Gelder für die nächsten beiden Projekte genehmigt: Cassini-Huygens (die frühere SOTP) und die Kometensonde CRAF. Bei wiederum knappen Budget und steigenden Kosten für die Raumstation wurden 1991 zuerst zwei Instrumente von CRAF gestrichen und 1993 die ganze Sonde. Cassini hingegen wurde gebaut und 1997 gestartet. Seit 2004 arbeitet die Sonde erfolgreich im Saturn-System.
Eine weitere wichtige unbemannte Mission dieser Zeitspanne ist das 1990 gestartete Hubble-Weltraumteleskop, das seit 1977 entwickelt und gebaut worden ist und ursprünglich schon 1986 starten sollte.

#### Space-Shuttle-Ära

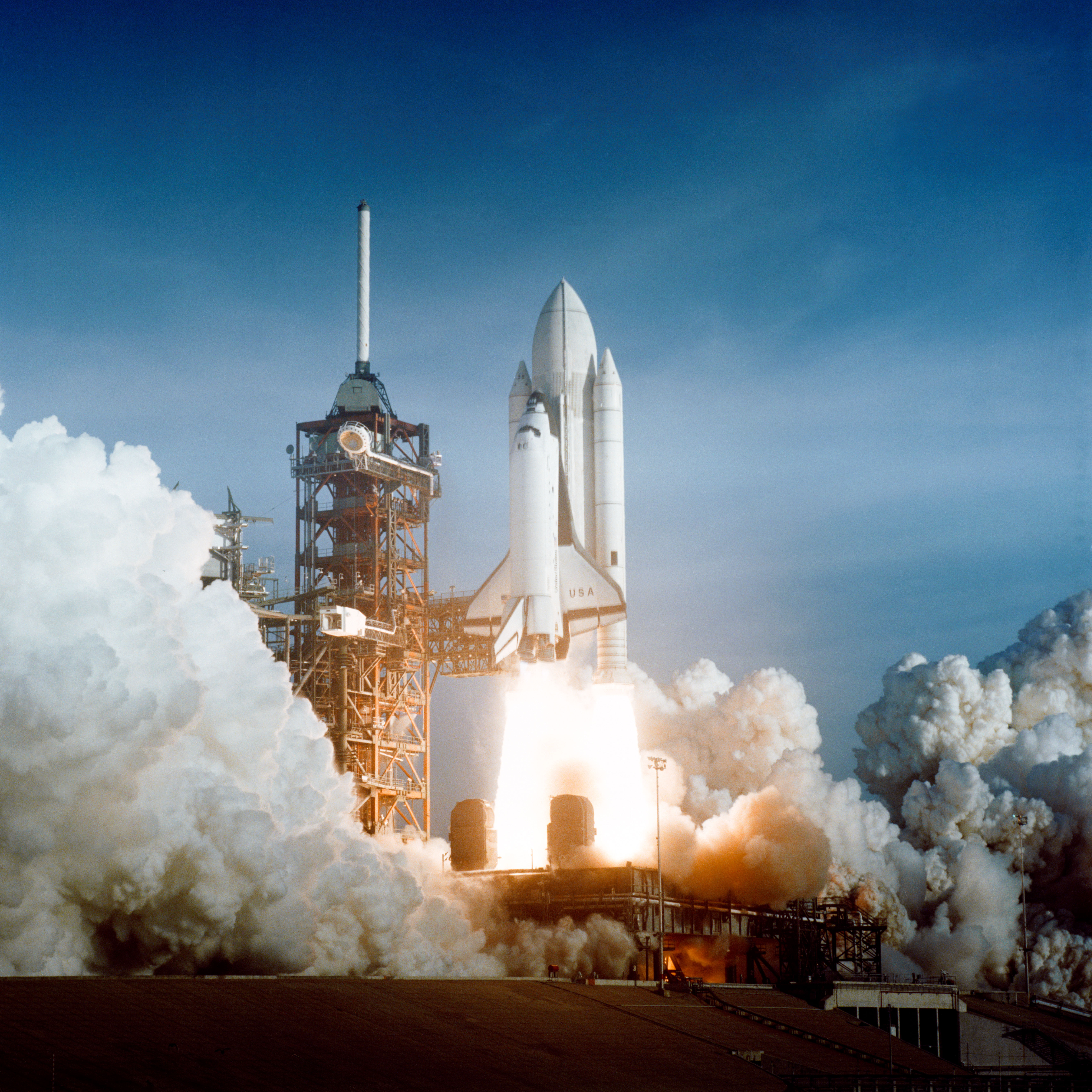
Space Shuttle Columbia

Nach der erfolgreichen Mondlandung erschien den zeitgenössischen NASA-Planern die Kommerzialisierung der Raumfahrt als nächster logischer Schritt. Dazu mussten aber die Transportkosten ins All deutlich sinken. Als Lösung für dieses Problem setzte man auf wiederverwendbare Systeme. Seit Ende der 1960er Jahre gab es verschiedene Studien, die sich mit dem Konzept eines Raumgleiters befassten. 1972 begann dann die Entwicklung des Space Shuttles mit einem vorgesehenen ersten Start Anfang 1978. Das Projekt wurde schnell teuer und brauchte mehr Zeit. Am 12. April 1981 startete dann die Raumfähre Columbia erfolgreich zur ersten Shuttle-Mission. 31 weitere Flüge der vier Space Shuttles folgten in den 1980er Jahren. Am 4. April 1983 führte die Challenger ihren Erststart durch, am 30. August 1984 wurde die Discovery erstmals eingesetzt und am 3. Oktober 1985 die Atlantis.
Zu einem schweren Unfall kam es am 28. Januar 1986, als die Raumfähre Challenger beim Start explodierte (Challenger-Unglück). Das war bis zu diesem Tag einer der schwersten Unfälle in der Geschichte der NASA. In den 1990er Jahren begannen die USA eine Kooperation mit Russland. Dabei kam es zu neun Flügen des Shuttle zur Raumstation MIR.
Zu einem weiteren schweren Unfall mit einer Raumfähre kam es, als am 1. Februar 2003 die Raumfähre Columbia beim Wiedereintritt in die Erdatmosphäre auseinanderbrach und verglühte, was wie bei der Challenger-Katastrophe zu einer langen Flugpause der noch verbliebenen Raumfährenflotte führte. Bei beiden Unfällen kam die jeweils siebenköpfige Besatzung ums Leben. 2011 endeten die Flüge der Shuttles, die drei verbliebenen Raumfähren wurden außer Dienst gestellt und gelangten an Museen in den USA.

### 1990er Jahre: „Faster – Better – Cheaper“

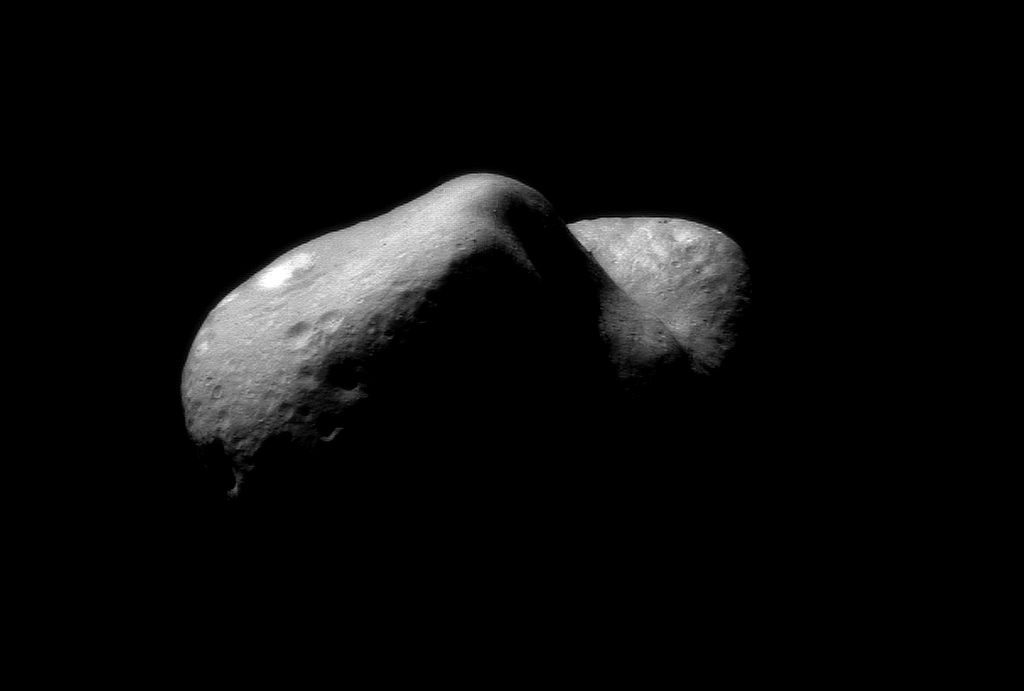
Asteroid Eros, aufgenommen von NEAR

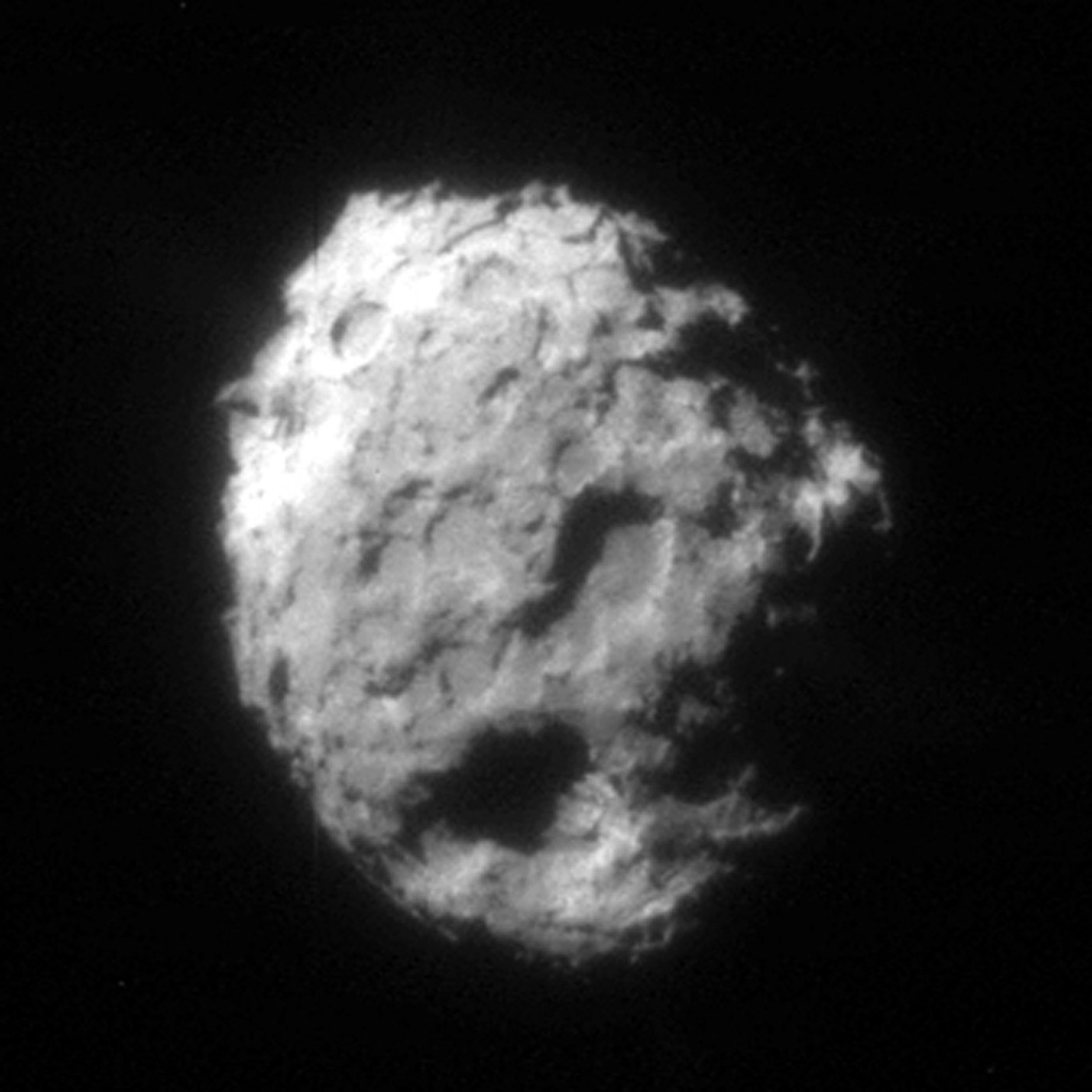
Stardust-Aufnahme vom Kometen Wild 2

Anfang der 1990er erlebte die NASA in der Planetenerkundung zwei Rückschläge. Zum einen scheiterte die teure Mars-Observer-Mission vollständig, zum anderen fiel bei der Jupitersonde Galileo die Hauptantenne aus, so dass nur ein kleiner Teil der eigentlichen Datenmenge zur Erde gesendet werden konnte. Beide Projekte kosteten jeweils ungefähr eine Milliarde US-Dollar. Gleichzeitig war die einfache, kostengünstige Magellan-Sonde, die viele Bauteile älterer Missionen verwendete, bei der Radarkartierung der Venus erfolgreich. Außerdem zeigten die Erfahrungen des letzten Jahrzehnts, dass politisches Desinteresse an Weltraumforschung sowie die Ausrichtung der politischen Prioritäten auf militärische Projekte, teure und langfristige Missionen zur Erkundung des Sonnensystems immer wieder gefährden konnten. Bei allgemein knappem Gesamtbudget sollte Geld gespart werden. Die Baukosten der Planetenmissionen mussten sinken. Seit 1989 gab es darum in der NASA die Diskussion über billigere, kleinere planetare Sonden. 1992 legte der NASA-Chef Daniel Goldin sein Konzept des „faster, better, cheaper“ vor, das vor allem im neuen Discovery-Programm verwirklicht werden sollte. Jetzt sollte es öfters Starts von insgesamt mehr Raumsonden geben, deren Entwicklungszeit wesentlich kürzer war. Diese spezialisierten Sonden hatten nur eine begrenzte Nutzlast für wissenschaftliche Experimente und waren insgesamt auch leichter, was die Startkosten senkte. Instrumente sollten, wenn möglich, wiederverwendet werden. Ausgewählt wurden die Missionen regelmäßig im Rahmen eines Wettbewerbs. Eine verbindliche Obergrenze für die Missionskosten im Discovery-Programm wurde eingeführt. 1993 standen dann die ersten beiden Projekte fest: die Asteroidensonde NEAR, die im Februar 1996 startete und der Technologiedemonstrator Mars Pathfinder (Start Dezember 1996). Die beiden anderen Discovery-Missionen der 1990er Jahre waren die Mondsonde Lunar Prospector (Auswahl 1994, Start 1998) und die Kometensonde Stardust (Start 1999).
Das neue Konzept sollte aber auch auf andere Programme angewendet werden. Schon während der Entwicklung von Mars Observer hatte man über ein langfristiges Marsprogramm nachgedacht. Ein frühes Konzept sah ein Netz aus mehreren kleinen Landern vor (Mars Environmental Survey – MESUR). Anfang der 1990er Jahre, nach dem Scheitern der Mars Observer-Mission, wurde mit dem Mars Surveyor Program ein Langzeitprogramm für die Erkundung des Mars beschlossen. Die kommenden 10 Jahre sollten alle 26 Monate relativ preiswerte Orbiter und Lander zum Mars starten. Das Programm lief Ende 1994 an, und die erste Sonde war Mars Global Surveyor, der einen großen Teil der Instrumente vom Mars Observer wiederverwendete. Die Mission startete Ende 1996 und arbeitete erfolgreich bis November 2006. Der 1998 nachfolgende Mars Climate Orbiter ebenso wie der 1999 gestartete Mars Polar Lander gingen beide verloren. Nach dem Scheitern dieser Missionen geriet der „faster, better, cheaper“-Ansatz in die Kritik. Der nächste Orbiter 2001 Mars Odyssey (Start 2001), der wie der Mars Climate Orbiter noch einige Instrumente des Mars Observers trug, war zwar erfolgreich, die anschließenden Missionen wurden jedoch wieder besser finanziert.

#### Bemannte Raumfahrt in den 1990ern
Ende 1989 kündigte der damalige Präsident George H. W. Bush mit der Space Exploration Initiative die dauerhafte Rückkehr der USA zum Mond und bemannte Flüge zum Mars an. Da die Kosten dafür auf mehrere hundert Milliarden US-Dollar geschätzt wurden, gab man diese Pläne bald wieder auf. Eine Neubelebung erfuhr dieses Projekt allerdings 2004 durch George W. Bushs Vision for Space Exploration.
Im Mai 1992 hatte die Raumfähre Endeavour ihren Erstflug und ersetzte die verunglückte Challenger. Bis zum Columbia-Unfall waren damit wieder vier Space Shuttles im Einsatz. Insgesamt wurden von 1990 bis 1999 mit den Raumfähren 64 Flüge durchgeführt. Im Shuttle-Mir-Programm kooperierten Russland und die USA erstmals seit dem Apollo-Sojus-Projekt wieder in der bemannten Raumfahrt. Von 1994 bis 1998 gab es 11 Missionen zur Raumstation, sieben Raumfahrer absolvierten Langzeitaufenthalte auf der Mir. Diese Zusammenarbeit diente als Vorbereitung der Internationalen Raumstation (ISS), deren Aufbau im November 1998 mit dem Start des russischen Fracht- und Antriebsmodul Sarja begann. Kurz darauf brachte die Space-Shuttle-Mission STS-88 das erste US-amerikanische Bauteil ins All, den Verbindungsknoten Unity. Der Bau der Raumstation war 1993 zwischen den USA und Russland vereinbart worden, weitere Länder schlossen sich dem Vertrag an.

#### Erdbeobachtung

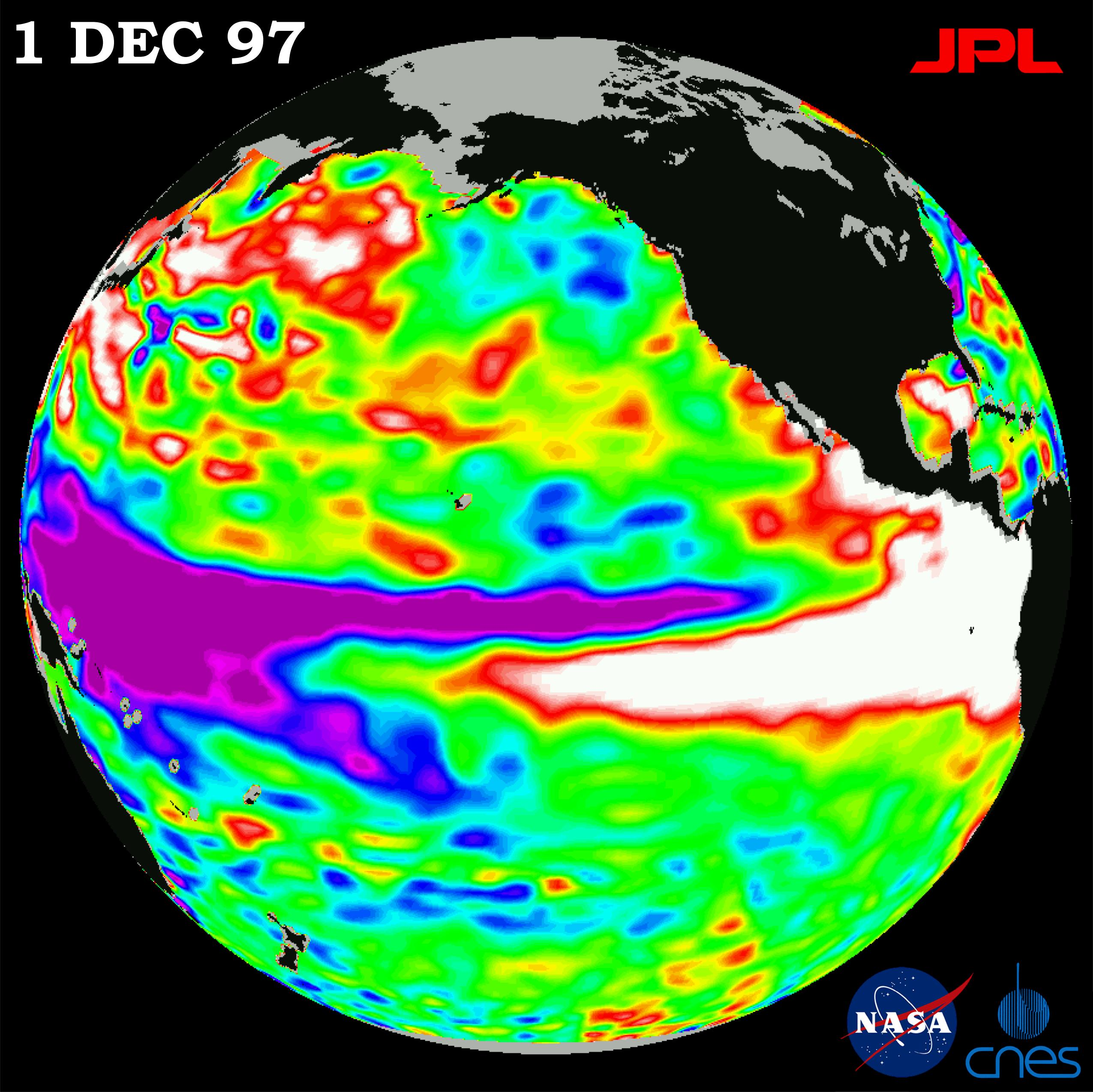
Klimaphänomen El Niño 1997, Aufnahme von TOPEX/Poseidon

Neben der geplanten Raumstation Freedom suchte die NASA Ende der 1980er Jahre nach weiteren langfristigen Hauptprojekten für die Zukunft. Angesichts der Kritik an der Behörde wegen des Challenger-Unfalls führte die positive öffentliche Wahrnehmung der NASA durch ihre schnelle Bestätigung des 1985 entdeckten Ozonlochs zu einer günstigen politischen Ausgangslage, die Erdbeobachtung als einen Schwerpunkt im NASA-Programm zu verankern. 1987 wurde die „mission to planet earth“ vorgeschlagen und 1990 offiziell bestätigt, deren Kernstück das Earth Observing System (EOS) bilden sollte. Die Planungen sahen ursprünglich den Start von zwei großen und komplexen Plattformen vor. Budgetgründe führten Anfang der 1990er zu einer Neuplanung des Systems, so dass drei mittelgroße Satelliten als Kernelemente des EOS entwickelt wurden: 1999 startete Terra (Landbeobachtung), 2002 Aqua (Meereserkundung) und 2004 Aura (Atmosphärenforschung).
Jedoch war der erste Satellit innerhalb des „mission to planet earth“-Programms der 1991 gestartete Upper Atmosphere Research Satellite. Dieser neuartige Umweltsatellit, für den es seit 1978 Planungen gab und dessen Bau 1984 genehmigt wurde, setzte die erfolgreichen Forschungen der NASA über die Zerstörung der Ozonschicht fort und lieferte der Politik wichtige Daten zur Überprüfung der Einhaltung des Montreal-Protokolls. Weitere wichtige EOS-Vorläufermissionen waren TOPEX/Poseidon (Start 1992) und Tropical Rainfall Measuring Mission (Start 1997), deren positive Ergebnisse den praktischen Nutzen von Umweltsatelliten z. B. bei der Unwettervorhersage zeigten.
Politisch konfliktreich waren allerdings die Forschungen zur globalen Erwärmung, die seit Anfang der 1990er Jahre mehr Gewicht bekamen gegenüber der Ozonforschung. Letztere begann Anfang der 1970er Jahre, um Bedenken der Umweltschutzbewegung wegen möglicher Verschmutzungen der Stratosphäre durch das in der Entwicklung befindliche Space Shuttle besser begegnen zu können. 1975 sowie 1977 wurden durch den Kongress Gesetze verabschiedet, welche der NASA die Berechtigung zur Umweltforschung gaben.
1972 mit dem Start des Earth Ressources Technology Satellite, später Landsat 1, wurde eine neue Klasse von erdorientierten Satelliten eingeführt. Nachdem 1976 die Viking-Sonde auf der Suche nach einem geeigneten Landeplatz fast den gesamten Mars erkundet hatte, führte das zur Überlegung Untersuchungsmethoden, die bisher nur in der Planetenforschung angewendet wurden, auch in der Erderkundung einzusetzen. Das gelang mit dem 1978 gestarteten Meereserkundungssatelliten Seasat.
Neue Theorien Anfang der 1980er Jahre von der Erde als Gesamtsystem, die auch durch die vergleichende Planetenforschung beeinflusst wurden, die durch die Mars- und Venusvorbeiflüge der Mariner-Sonden Mitte der 1960er Jahre aufkam, machten Erderkundungssatelliten unverzichtbar für die Entwicklung globaler Modelle und führten letztlich zum organisierten Earth Science Programm.

#### Weitere wissenschaftliche Missionen

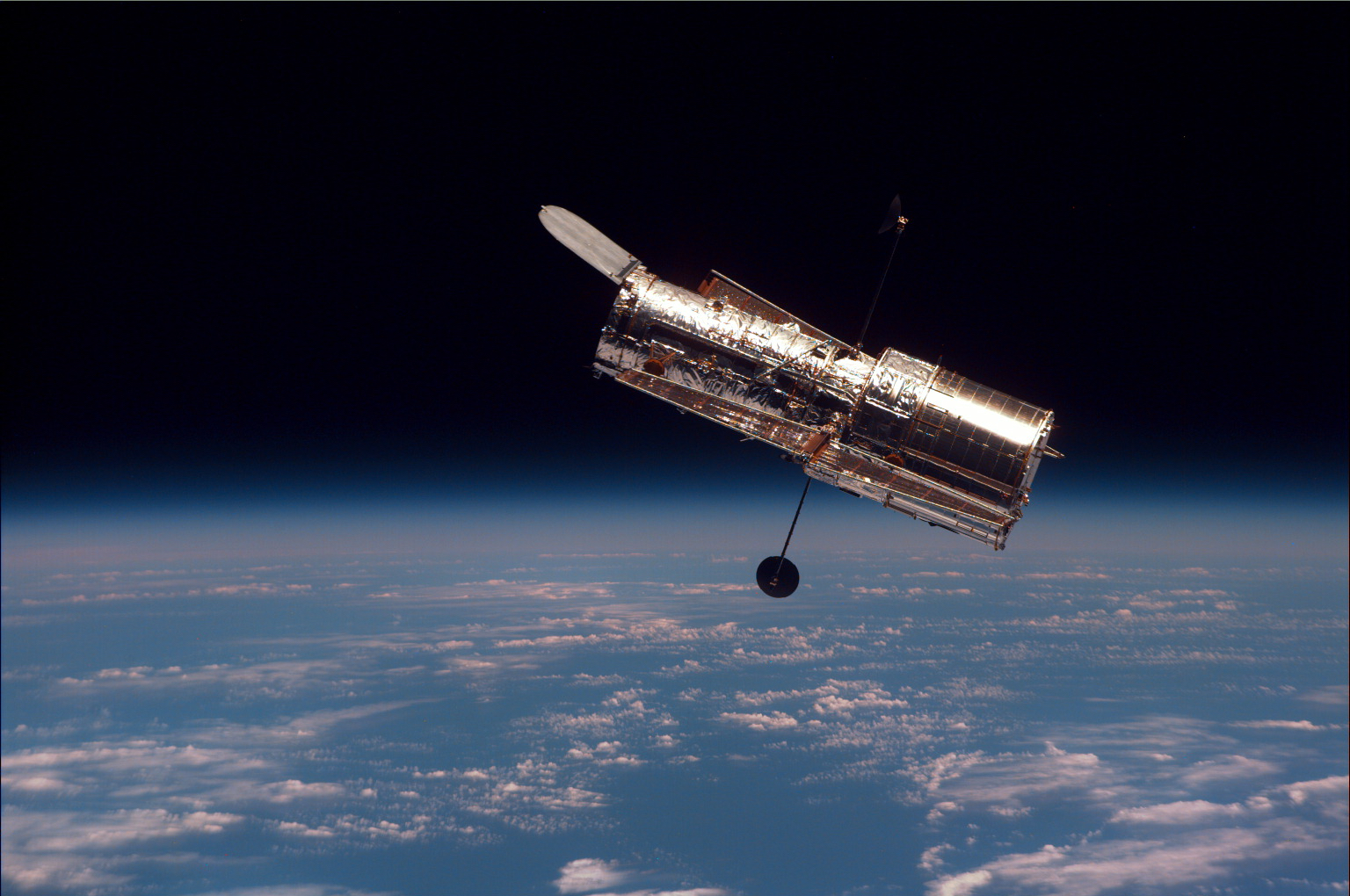
Weltraumteleskop Hubble

Zur Erforschung des näheren und entfernten Weltalls startete die NASA zahlreiche Forschungssatelliten und -sonden, darunter die Teleskope OAO (1972–1981), HEAO (1977–1979), IRAS (1983), FUSE (1999–2007) und STEREO (seit 2006).
Der Erforschung der kosmischen Mikrowellen-Hintergrundstrahlung dienten ab 1989 die Missionen COBE (1989–1993) und WMAP (seit 2001).
Im Rahmen des Great Observatory Programs startete die NASA ab 1990 vier weltraumgestützte Teleskope zur Erforschung des entfernten Universums in allen wichtigen Wellenspektren. Für den Bereich des sichtbaren Lichts sowie der Ultraviolett- und Infrarotstrahlung wurde 1990 Hubble gestartet. Das Compton Gamma Ray Observatory für Gammaastronomie folgte 1991, das Röntgenteleskop Chandra dann 1999 sowie das Spitzer-Weltraumteleskop, ein Infrarotteleskop, schließlich 2003.

## 21. Jahrhundert

### Unbemannte Raumfahrt

#### Raumsonden zu den Himmelskörpern des Sonnensystems
Ende der 1990er Jahre war Pluto der einzige Planet, der bisher von keiner Raumsonde erforscht worden war. Um Plutos Atmosphäre untersuchen zu können, die aufgrund seiner Bahneigenschaften für die nächsten zweihundert Jahre auszufrieren droht, sollte eine Raumsonde nicht später als 2004 gestartet werden. Ein anderer Körper des äußeren Sonnensystems mit Priorität in der Erforschung war der Jupitermond Europa, unter dessen Eiskruste sich nach Daten der Galileo-Mission ein Wasserozean befinden könnte. Darum begannen ab 1996 im Fire&Ice-Projekt bzw. ab 1998 im Outer Planets/Solar Probe Program Entwicklungen für drei Raumsonden: Pluto Express bzw. Pluto-Kuiper-Express (auch PKE), Europa Orbiter sowie Solar Probe, einer Mission zur Sonnenforschung. Für alle drei Projekte war geplant, einen gemeinsamen Raumsondenkörper (Spacebus) zu entwickeln, der extrem leicht, hoch strahlungsresistent und energiesparend sein sollte. Die Entwicklung war allerdings komplexer als ursprünglich erwartet und benötigte darum weitere Entwicklungszeit und zusätzliche Finanzmittel. Der Start des Europa-Orbiters wurde zunächst von 2004 auf 2006 verschoben. Im September 2000 entschied sich die NASA die Arbeiten am Pluto-Kuiper-Express abzubrechen. Anfang 2002 wurde auch die Europa-Mission eingestellt.
Jedoch bewirkten starke öffentliche Proteste eine Wiederbelebung der Pluto-Mission. Im November 2001 wurde das Konzept für New Horizons ausgewählt, so dass die Sonde ab 2003 gebaut werden konnte und im Januar 2006 gestartet ist. New Horizons wurde die erste Mission des nach dem Vorbild des Discovery-Programms neu geschaffenen New-Frontiers-Programm für mittelgroße Raumsonden. Als zweite Sonde dieses Programms ist 2011 die Jupitersonde Juno gestartet.
Zur Erforschung des Jupiter-Systems begannen 2003 Arbeiten am Jupiter Icy Moons Orbiter (JIMO). Diese recht ehrgeizig dimensionierte Sonde im Rahmen des Projekts Prometheus sollte zeigen, dass es machbar wäre eine Weltraummission durch einen Kernreaktor mit Energie zu versorgen. Anfang 2005 wurde das Projekt eingestellt.
Alle weiteren Raumsonden – mit Ausnahme der Mars-, Mond- und Sonnensonden – sind Teil des Discovery-Programms. Die Merkursonde MESSENGER wurde 1999 ausgewählt und startete 2004. Sie erreichte 2008 den innersten Planeten und soll ihn bis 2012 eingehend erforschen. Zur Erkundung der Asteroiden Vesta und Ceres wurde 2007 Dawn gestartet. Mit den Sonden Stardust, CONTOUR und Deep Impact wurden und werden Kometen erforscht, jedoch wurde CONTOUR beim Start 2002 zerstört. Die teilweise erfolgreiche Sonde Genesis untersuchte den Sonnenwind.
Ende 2007 wurde die Mondmission GRAIL ausgewählt, die ab 2011 das Gravitationsfeld des Mondes vermessen soll. Weitere Mondsonden sind der Lunar Reconnaissance Orbiter sowie LCROSS die im Rahmen der Vision for Space Exploration den Mond insbesondere im Hinblick auf spätere bemannte Expeditionen untersuchen sollen.

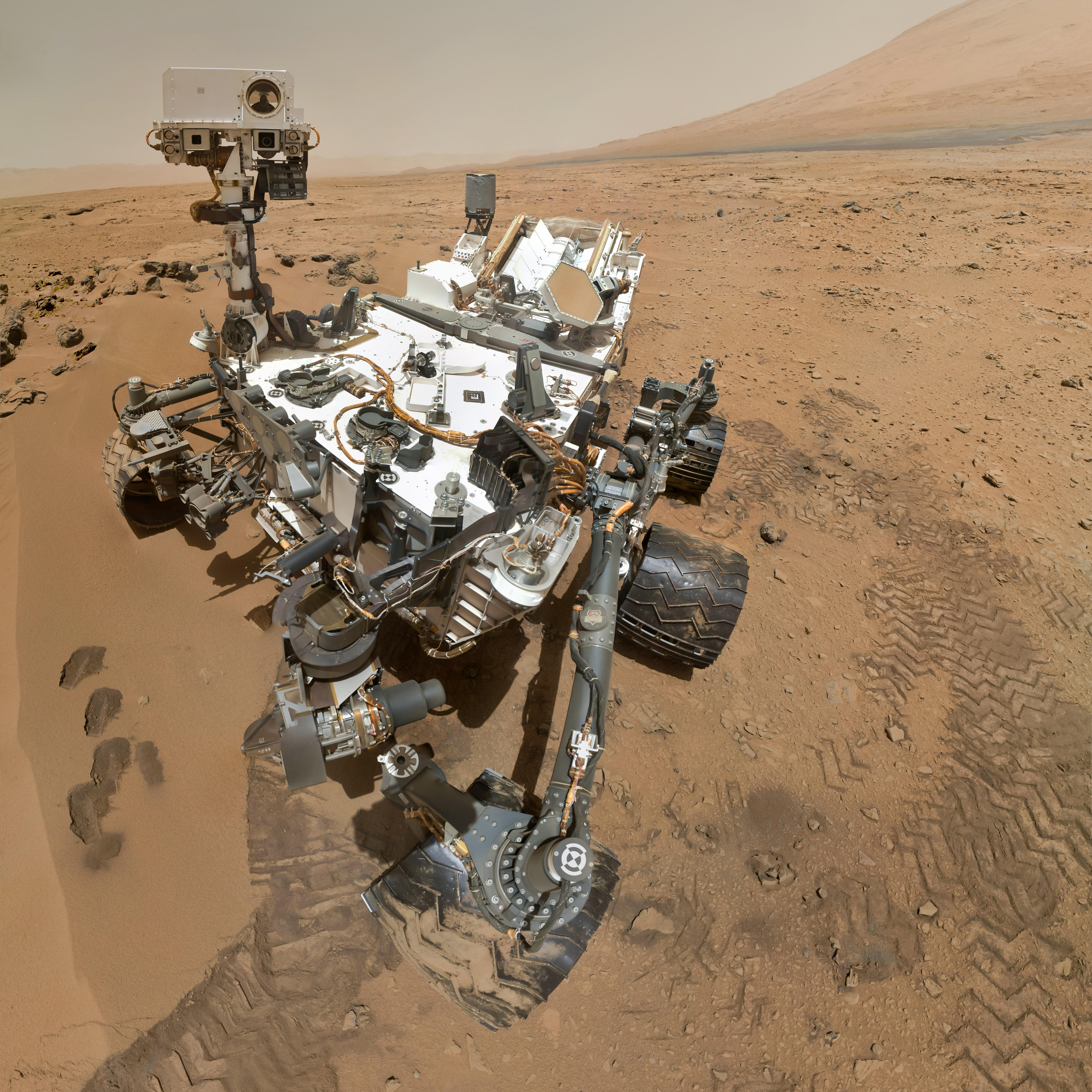
Der Rover Curiosity auf dem Mars

Nach den Fehlschlägen im Mars-Programm Ende der 1990er Jahre wurde in die nächste Sonde 2001 Mars Odyssey mehr Geld investiert, allerdings zulasten des Mars Surveyor 2001 Landers. Diese bereits fast fertiggestellte Landesonde wurde jedoch in überarbeiteter Version als Phoenix im Rahmen des Mars-Scout-Programms 2007 gestartet. Für das folgende 2003er Startfenster konkurrierte 1999 das Konzept des Athena-Rovers mit einem Orbiter. Das Rover-Konzept wurde ausgewählt, so dass ab Mai 2000 die Mars Exploration Rover gebaut wurden und 2003 starteten. Seit Januar 2004 erkunden Spirit und Opportunity erfolgreich die Marsoberfläche. Der Orbiter wurde im nächsten Startfenster 2005 als Mars Reconnaissance Orbiter zum Mars gesendet. Sowohl die Rover als auch der Orbiter spiegeln das neue Marsprogramm wider, das sich von den kleineren, preisgünstigeren Missionen der 1990er-Jahre hin zu mittelgroßen Sonden wandte.
Als Forschungsziel für die einzige Flaggschiffmission des Jahrzehnts fiel die Entscheidung wiederum auf den Mars. Geplant war 2009 ein gegenüber den Mars Exploration Rover deutlich größeres und leistungsfähigeres mobiles Labor mit nuklearer Energieversorgung zum Mars zu senden. Die Komplexität dieser Aufgabe führte zu Verzögerungen und erforderte zusätzliche finanzielle Mittel, dadurch verschob sich der Start des Curiosity getauften Mars Science Laboratory auf 2011.
Für die Flaggschiffmission des Jahrzehnts 2013–22 erarbeitete ein wissenschaftlicher Beirat von Planetenforscher (das Committee on the Planetary Science Decadal Survey) diese Rangliste mit Vorschlägen: Mars Astrobiology Explorer-Cacher, Jupiter Europa Orbiter, Uranus Orbiter and Probe, Enceladus Orbiter oder Venus Climate Mission. Letztlich wurden damals wegen der schwierigen Haushaltssituation in den USA keine Gelder für eine solche mehrere Milliarden Dollar teure Großmission bewilligt. Außerdem musste das Mars-Programm ab 2013 Kürzungen hinnehmen. Im Rahmen des Mars-Scout-Programms startete 2013 die kleinere Sonde MAVEN. Auch bei der Auswahl des nächsten Projektes im Discovery-Programm entschied sich die NASA für eine Marsmission: Die Sonde InSight baut auf dem Phoenix-Lander auf und startete im Mai 2018. 2016 startete OSIRIS-REx als dritte Mission des New-Frontiers-Programms zu einem Asteroiden und brachte von dort Gesteinsproben zur Erde zurück. Als Ersatz für den gestrichenen Mars Astrobiology Explorer startete im Juli 2020 mit der Mission Mars 2020 eine Weiterentwicklung des Curiosity-Rovers, mit einem Sammelbehälter für Gesteinsproben im Hinblick auf eine in Aussicht genommene Mars-Sample-Return-Mission nach 2025.
Neben dem Mars ist die Erforschung des Mondes ein Schwerpunkt im Planetenprogramm der NASA. 2013 wurde die Sonde LADEE zum Erdtrabanten geschickt.

#### Erdbeobachtung

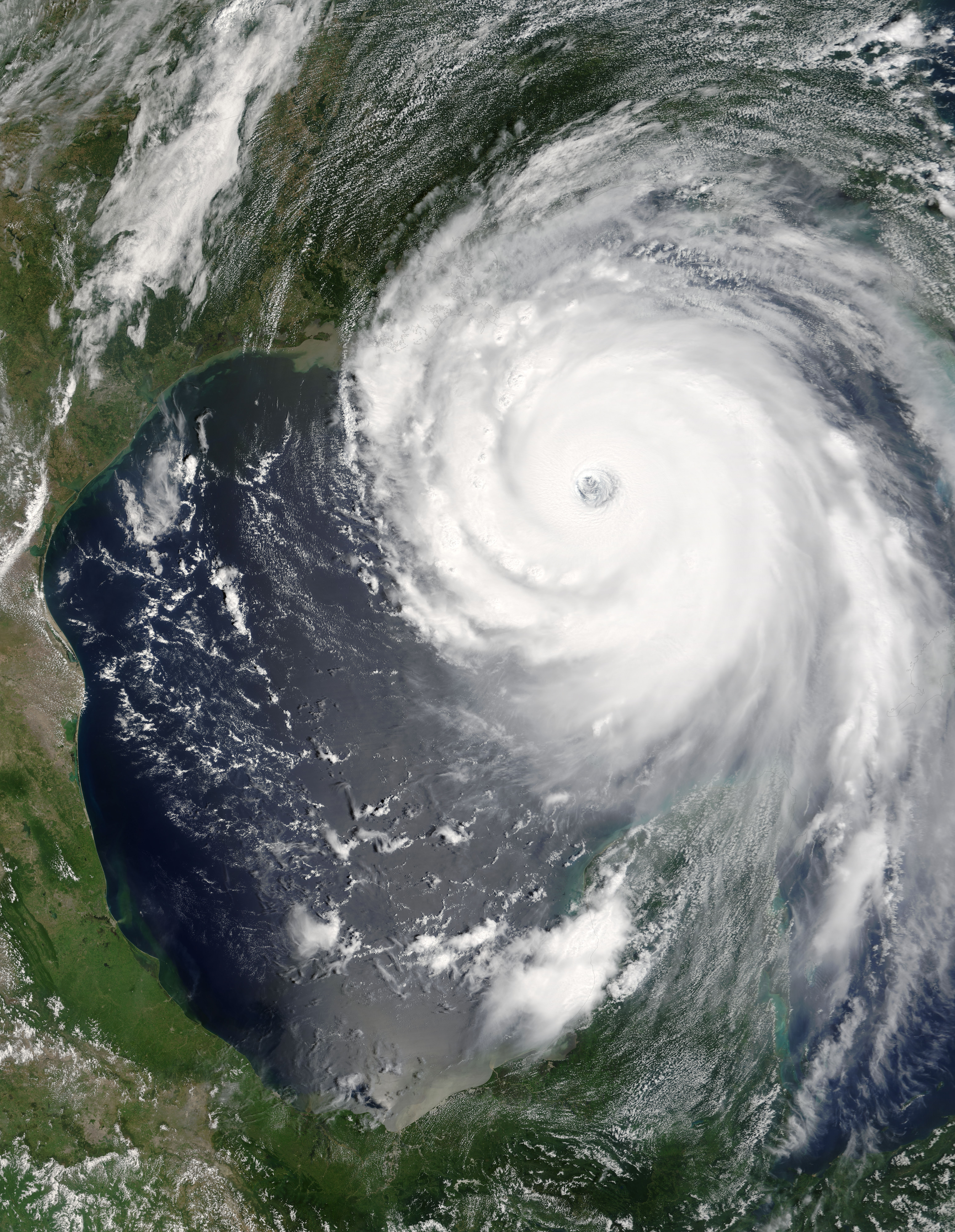
Hurrikan Katrina 2005, Aufnahme des MODIS-Instruments auf dem Terra-Satelliten

Die NASA setzte in diesem Jahrzehnt den Aufbau des EOS fort, so dass 2008 eine Flotte aus 15 Erdbeobachtungssatelliten zur Verfügung stand, mit der Atmosphäre, Landflächen, Ozeane, Eisgebiete und Sonneneinstrahlung untersucht werden konnten.
Nach dem Columbia-Unfall im Februar 2003 erfolgte eine grundlegende Überprüfung der Schwerpunkte und Ziele des gesamten Raumfahrtprogramms der NASA. Am 14. Januar 2004 kündigte Präsident G.W. Bush mit der „Vision for Space Exploration“ ein langfristiges Programm an, das die Erkundung des Mondes durch bemannte Flüge wiederaufnehmen sollte, um schließlich Astronauten auf dem Mars zu landen. Für dieses Vorhaben waren keine zusätzlichen Gelder vorgesehen, stattdessen sollten durch interne Umschichtungen, die zu Lasten der Erdbeobachtung und des gesamten wissenschaftlichen Programms gingen, die benötigten Mittel beschafft werden. Dadurch wurden laufende Entwicklungen verzögert, und Pläne für Nachfolgemissionen mussten teilweise aufgegeben werden.

#### Erforschung der Sonne und Astrophysikalische Missionen
Die Sonden Helios 1 und Helios 2 starteten in den 1970er Jahren in einer Kooperation mit Deutschland mit dem Ziel, unsere Sonne zu erforschen. Die beiden Sonden fliegen auf ähnlichen, aber versetzten Umlaufbahnen. Somit können sie 3D-Bilder aufnehmen.

### Bemannte Raumfahrt
In der bemannten Raumfahrt ist die NASA auf der Internationalen Raumstation präsent.
Das Space Shuttle wurde bis 2011 betrieben, das Commercial Crew Program wurde Anfang der 2010er Jahre initiiert, um nach Einstellung der Shuttle-Flüge für die USA einen bemannten Zugang ins All sicherzustellen.
Unter George W. Bush wurde 2004 das Constellation-Programm aufgelegt und unter Barack Obama eingestellt. Es sollte Flüge zum Mond und zum Mars verwirklichen. 
Das Artemis-Programm hat Mondlandungen zum Ziel und wurde unter Donald Trump 2019 begonnen und wird unter Joe Biden fortgeführt.

## Luftfahrtforschung

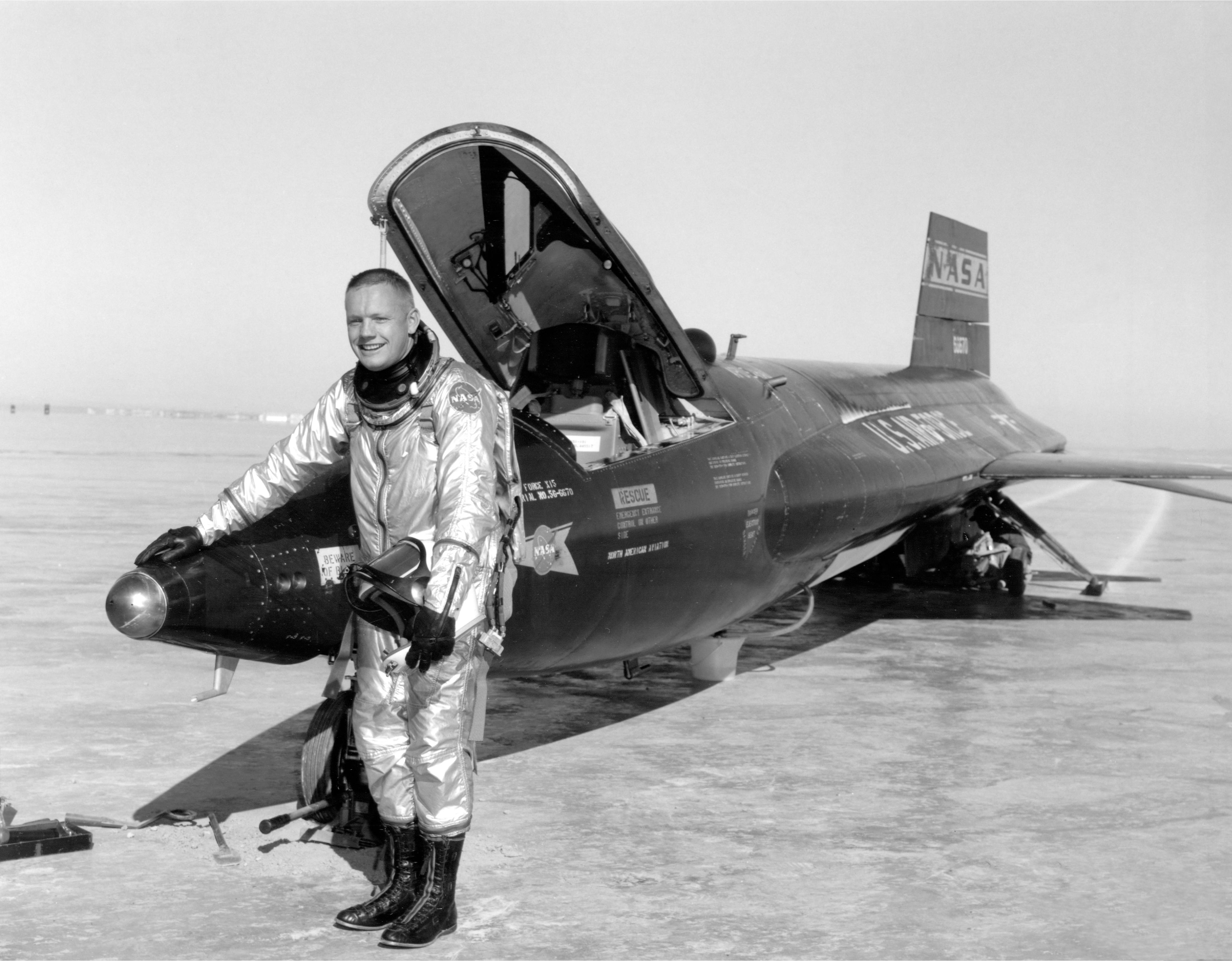
Neil Armstrong vor X-15

Die NASA übernahm bei ihrer Gründung die Mitarbeiter, Einrichtungen und laufenden Forschungsprogramme (z. B. das X-15 Programm) der NACA, einer seit 1915 bestehenden Forschungseinrichtung für Luftfahrt.
Seit Ende der 1950er Jahre forscht die NASA in Zusammenarbeit mit der Industrie als auch dem Militär zu den verschiedensten Fragen der Luftfahrt.
Beispielsweise wurden neue Tragflächenformen untersucht, die Sicherheit der Flugzeuge bei Unwetter erhöht (Aquaplaning bei Start und Landung, verbesserter Schutz der Avionik und Flugzeugelektronik vor Blitzschlag) sowie Luftverkehrsmanagementsysteme entwickelt. In den 1970er Jahren war die NASA an der Einführung elektronischer Bildschirme in den Cockpits beteiligt, welche die mechanischen Anzeigen ersetzten; digitale fly-by-wire Systeme verdrängten hydraulische Flugkontrollsysteme. Die NASA forschte zur Verringerung des Fluglärms und zum Einsatz von verbesserten Kompositmaterialien im Flugzeugbau. Mit den experimentellen X-15-Flugzeugen wurden eine Vielzahl von Technologien für Überschallflüge erprobt. In den 2000er Jahren führte die NASA Experimente mit Ramjet- und Scramjet-Triebwerken (X-43A) durch.

## Jahresbudgets

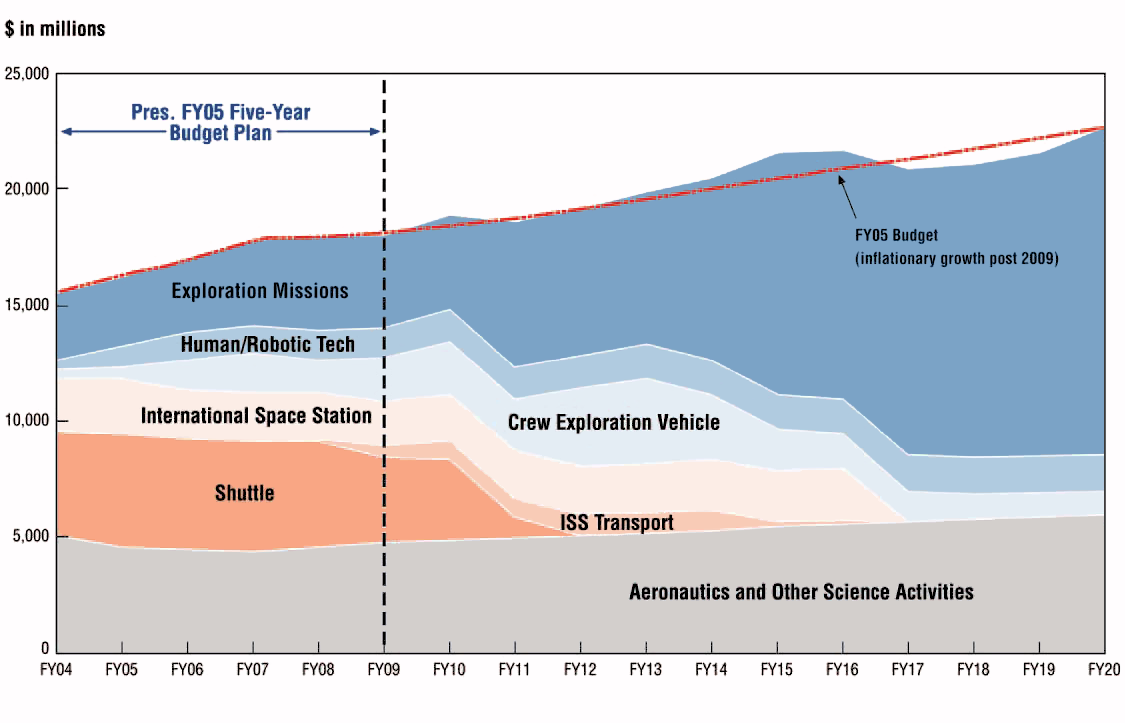
Prognose der NASA-Budgetentwicklung (Stand 2004)

Verlauf des NASA-Budgetsanteils am US-Gesamthaushalt

| Jahr            | Budget              | Anteil am US-Gesamthaushalt | Inflationsbereinigtes Budget (im Vergleich zu 2025) |
| --------------- | ------------------- | --------------------------- | --------------------------------------------------- |
| 1958            | 0,09 Mrd. US-Dollar | 0,1 %                       | 976 Millionen US-Dollar                             |
| 1959            | 0,1 Mrd. US-Dollar  | 0,2 %                       | 1,076 Milliarden US-Dollar                          |
| 1960            | 0,4 Mrd. US-Dollar  | 0,5 %                       | 4,237 Milliarden US-Dollar                          |
| 1961            | 0,7 Mrd. US-Dollar  | 0,9 %                       | 7,341 Milliarden US-Dollar                          |
| 1962            | 1,3 Mrd. US-Dollar  | 1,2 %                       | 13,479 Milliarden US-Dollar                         |
| 1963            | 2,6 Mrd. US-Dollar  | 2,3 %                       | 26,64 Milliarden US-Dollar                          |
| 1964            | 4,2 Mrd. US-Dollar  | 3,5 %                       | 42,466 Milliarden US-Dollar                         |
| 1965            | 5,0 Mrd. US-Dollar  | 4,3 %                       | 49,704 Milliarden US-Dollar                         |
| 1966            | 5,9 Mrd. US-Dollar  | 4,4 %                       | 57,026 Milliarden US-Dollar                         |
| 1967            | 5,4 Mrd. US-Dollar  | 3,5 %                       | 50,722 Milliarden US-Dollar                         |
| 1968            | 4,7 Mrd. US-Dollar  | 2,7 %                       | 42,372 Milliarden US-Dollar                         |
| 1969            | 4,3 Mrd. US-Dollar  | 2,3 %                       | 36,79 Milliarden US-Dollar                          |
| 1970            | 3,8 Mrd. US-Dollar  | 1,9 %                       | 30,695 Milliarden US-Dollar                         |
| 1971            | 3,4 Mrd. US-Dollar  | 1,6 %                       | 26,332 Milliarden US-Dollar                         |
| 1972            | 3,4 Mrd. US-Dollar  | 1,5 %                       | 25,488 Milliarden US-Dollar                         |
| 1973            | 3,3 Mrd. US-Dollar  | 1,4 %                       | 23,292 Milliarden US-Dollar                         |
| 1974            | 3,3 Mrd. US-Dollar  | 1,2 %                       | 20,987 Milliarden US-Dollar                         |
| 1975            | 3,3 Mrd. US-Dollar  | 1,0 %                       | 19,23 Milliarden US-Dollar                          |
| 1976            | 3,7 Mrd. US-Dollar  | 1,0 %                       | 20,386 Milliarden US-Dollar                         |
| 1977            | 4,0 Mrd. US-Dollar  | 1,0 %                       | 20,704 Milliarden US-Dollar                         |
| 1978            | 4,2 Mrd. US-Dollar  | 0,9 %                       | 20,202 Milliarden US-Dollar                         |
| 1979            | 4,4 Mrd. US-Dollar  | 0,9 %                       | 19,02 Milliarden US-Dollar                          |
| 1980            | 5,0 Mrd. US-Dollar  | 0,8 %                       | 19,04 Milliarden US-Dollar                          |
| 1981            | 5,5 Mrd. US-Dollar  | 0,8 %                       | 18,974 Milliarden US-Dollar                         |
| 1982            | 6,2 Mrd. US-Dollar  | 0,8 %                       | 20,154 Milliarden US-Dollar                         |
| 1983            | 6,9 Mrd. US-Dollar  | 0,9 %                       | 21,732 Milliarden US-Dollar                         |
| 1984            | 7,0 Mrd. US-Dollar  | 0,8 %                       | 21,134 Milliarden US-Dollar                         |
| 1985            | 7,3 Mrd. US-Dollar  | 0,8 %                       | 21,282 Milliarden US-Dollar                         |
| 1986            | 7,4 Mrd. US-Dollar  | 0,8 %                       | 21,179 Milliarden US-Dollar                         |
| 1987            | 7,6 Mrd. US-Dollar  | 0,8 %                       | 20,986 Milliarden US-Dollar                         |
| 1988            | 9,1 Mrd. US-Dollar  | 0,9 %                       | 24,129 Milliarden US-Dollar                         |
| 1989            | 11,0 Mrd. US-Dollar | 1,0 %                       | 27,825 Milliarden US-Dollar                         |
| 1990            | 12,5 Mrd. US-Dollar | 1,0 %                       | 30 Milliarden US-Dollar                             |
| 1991            | 13,9 Mrd. US-Dollar | 1,1 %                       | 32,012 Milliarden US-Dollar                         |
| 1992            | 14,0 Mrd. US-Dollar | 1,0 %                       | 31,3 Milliarden US-Dollar                           |
| 1993            | 14,3 Mrd. US-Dollar | 1,0 %                       | 31,043 Milliarden US-Dollar                         |
| 1994            | 13,7 Mrd. US-Dollar | 0,9 %                       | 28,998 Milliarden US-Dollar                         |
| 1995            | 13,4 Mrd. US-Dollar | 0,9 %                       | 27,582 Milliarden US-Dollar                         |
| 1996            | 13,9 Mrd. US-Dollar | 0,9 %                       | 27,792 Milliarden US-Dollar                         |
| 1997            | 14,4 Mrd. US-Dollar | 0,9 %                       | 28,147 Milliarden US-Dollar                         |
| 1998            | 14,2 Mrd. US-Dollar | 0,9 %                       | 27,329 Milliarden US-Dollar                         |
| 1999            | 13,6 Mrd. US-Dollar | 0,8 %                       | 25,609 Milliarden US-Dollar                         |
| 2000            | 14,4 Mrd. US-Dollar | 0,8 %                       | 26,234 Milliarden US-Dollar                         |
| 2001            | 14,1 Mrd. US-Dollar | 0,8 %                       | 24,975 Milliarden US-Dollar                         |
| 2002            | 14,4 Mrd. US-Dollar | 0,7 %                       | 25,11 Milliarden US-Dollar                          |
| 2003            | 14,6 Mrd. US-Dollar | 0,7 %                       | 24,891 Milliarden US-Dollar                         |
| 2004            | 15,2 Mrd. US-Dollar | 0,7 %                       | 25,243 Milliarden US-Dollar                         |
| 2005            | 15,6 Mrd. US-Dollar | 0,6 %                       | 25,058 Milliarden US-Dollar                         |
| 2006            | 15,1 Mrd. US-Dollar | 0,6 %                       | 23,496 Milliarden US-Dollar                         |
| 2007            | 15,9 Mrd. US-Dollar | 0,6 %                       | 24,055 Milliarden US-Dollar                         |
| 2008            | 17,8 Mrd. US-Dollar | 0,6 %                       | 25,933 Milliarden US-Dollar                         |
| 2009            | 19,2 Mrd. US-Dollar | 0,5 %                       | 28,071 Milliarden US-Dollar                         |
| 2010            | 18,7 Mrd. US-Dollar | 0,5 %                       | 26,899 Milliarden US-Dollar                         |
| 2011            | 18,5 Mrd. US-Dollar | 0,5 %                       | 25,796 Milliarden US-Dollar                         |
| 2012            | 17,8 Mrd. US-Dollar | 0,5 %                       | 24,317 Milliarden US-Dollar                         |
| 2013            | 16,9 Mrd. US-Dollar | 0,5 %                       | 22,753 Milliarden US-Dollar                         |
| 2014*           | 17,7 Mrd. US-Dollar | 0,5 %                       | 23,45 Milliarden US-Dollar                          |
| 2015**          | 18,0 Mrd. US-Dollar | 0,5 %                       | 23,819 Milliarden US-Dollar                         |
| (*) beschlossen |                     |                             |                                                     |
| (**) geschätzt  |                     |                             |                                                     |